# 氷の掘削

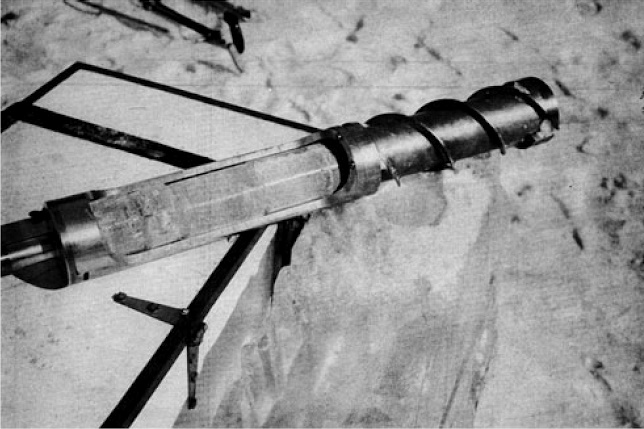
米陸軍極地建設・寒冷効果研究所(ACFEL) が開発したアイスオーガー。氷床コアがドリルから押し出されてコア回収用バレルに収まっている。

氷の掘削（こおりのくっさく、英: ice drilling）は、氷河や氷床を研究する科学者によって、氷層下にアクセスしたり、氷体内の測定を行ったり、試料を採取する手段として行われる。また、掘削孔に温度や圧力、流動速度、運動方向の記録、あるいはニュートリノ検出などのための機器が設置されることもある。
1840年に最初の科学的な氷掘削調査としてアルプスのウンターアール氷河を底まで掘り抜く試みが行われて以来、さまざまな氷の掘削法が用いられてきた。初期には氷を破砕・粉砕する打撃式掘削と、鉱物探査における岩石削孔でも用いられる回転式掘削の二通りの方式があった。1940年代からドリルを加熱して氷を解かす熱掘削が行われ始め、やがて熱水や蒸気のジェットを用いて氷を穿孔する掘削機が登場した。古気候学研究において氷床コアへの関心が高まると、1950年代から1960年代にかけてコア採取用のドリルが発展し、現在でも多様なコアドリルが使用されている。深層掘削孔からのコア採取には、鎧装ケーブルによって孔底の電動ドリルを支持すると同時に電力供給を行うケーブル懸垂式の機械的掘削が一般的である。
1966年、米国のチームがグリーンランドのキャンプ・センチュリーにおいて深さ1,387 mの氷床を基底まで掘削することに成功した。それ以来、多くの研究グループがグリーンランドと南極という二大氷床の基盤に到達している。氷から得られる情報の年代を正確に同定するには層序構造が保持された氷層が必要なため、近年のプロジェクトでは孔底で撹乱のない古氷が採取できる掘削地が重点的に選ばれている。

## 氷掘削の目的
1840年から1842年にかけてルイ・アガシーが主導した最初の科学的な氷掘削調査には三つの目的があった。氷河が流動することの証明、深さ方向の温度分布の測定、氷河の厚さの測定である。氷河の運動は穿孔した穴に杭を立て、周囲の山上から杭の運動を観察することで実証された。その後も、氷河の厚さを測定したり、氷河の運動や構造に関する理論を検証するために氷を底まで掘り抜く試みが続けられたが、1920年代以降は厚さは地震波の反射によって測定されるようになった。この方法でも浅い震源孔の穿孔は必要である。温度分布の測定は現在でも行われている。氷河の挙動をモデル化するには内部の温度を知る必要があり、氷床では異なる深さの温度から古気候に関する情報が得られる。温度計測以外にも、氷中圧力を測定するピエゾメータなどの計測機器を掘削孔に挿入したり、カメラを降下させて層序構造の目視観察を行うことがある。宇宙物理学の大規模プロジェクトであるIceCubeでは、南極氷床に多数掘削された深さ2.5 kmの孔に光学センサーが設置された。
中空パイプを挿入したケーシング孔では孔の傾斜角やその時間変化を測定できる。これにより掘削孔の三次元的な位置を定期的にマッピングでき、そこから氷河の移動が表面だけでなく厚さ全体にわたって明らかになる。氷河が縮小しているか、それとも拡大しているかを知るには質量収支の測定が必要である。これは新たな降雪による増加分から融解や昇華による損失分を差し引いた正味の質量変化を意味する。質量収支を氷河表面全体にわたって測定する基本的な方法として、氷河表面に穿孔して杭（ステーク）を設置し、長期にわたる観察で杭が雪に埋もれていくか、杭の露出部分が増えていくかを見るステーク法がある。
南極氷床の下に液体の水の層があることが発見され、数百におよぶ氷底湖が特定されると、そこに数百万年ものあいだ他の生物圏から隔絶されてきた独自の微生物環境が存在する可能性が指摘された。この環境を調査するにも氷床掘削が必要である。

GISP2プロジェクトで1990年代初頭に採取された氷床コアの深度1837-1838 m部分。およそ16,250年前の38年間ほどに相当する年層が視認できる（写真提供・NSF氷床コア施設）。

氷掘削のもっとも重要な目的の一つは氷コアの採取である。氷コアには雪として降った当時の環境についての情報が記録されているため、古気候の復元のために有用である。氷コアに対して行われる分析には同位体組成、力学的性質、溶存不純物や塵埃、閉じ込められた大気試料、微量放射性核種などがある。それらのデータからは過去の太陽活動の変動を推定することができ、古気候学的な年代決定手法の一つである海洋酸素同位体ステージの構築でも重要な役割を果たす。また氷コアからは氷河の流動や堆積率に関する情報も得られる。氷コア研究の国際団体IPICSは同分野における重要課題を策定しており、現在のところ以下が挙げられている。
- 150万年前の氷コアを採取する
- 最終間氷期（英語版）の完全な記録を得る
- 氷コアを用いて長期的な気候変動の理解を深める
- 過去2,000年間にわたる氷コア気候データの空間分布を高精度で得る
- 先端的な氷コア掘削技術の開発を継続する

## 掘削装置の設計における検討事項
氷掘削機の設計における制約事項は、大まかに以下のように分けられる。

### 氷の除去方式と装置の搬送性
氷の掘削には切断、破砕、融解のいずれかが必要である。雪やフィルン（積雪が圧縮を受けているがまだ氷になっていない状態。通常は深さ60-120 mまで）の層には観測器具の直接挿入が可能だが、深層の氷に対しては効果的ではない。氷の機械的掘削には打撃式と回転式がある。打撃式掘削では鋭利な打撃ビットにより氷を破砕・粉砕して掘り進める。より一般的なのは回転式の切削具で、掘削孔の底部に回転刃を下ろして氷を削り取っていく。小型の切削具にはT字ハンドルやブレース（曲がり柄）を用いた手回し式のものがある。家庭用の電動ドリルに装着したり、回転用モーターを内蔵した切削具も存在する。地上から深い坑内にトルクを供給する場合、ドリルストリング（金属製の連結ロッドが一般的）全体が剛性を持って回転する構造となる。ドリルストリングの先端近くにモーターを設置してドリルビットに動力を与える方式もある。
氷を切削する代わりに融解する場合には熱を生成する必要がある。電気ヒーターを装着したドリルストリングで氷を直接加熱する方式や、ヒーター内蔵の伝熱部を用いる方式がある。地上からドリルストリングを通じて熱を送ることもでき、熱水や熱蒸気を圧送して金属製のドリルヘッドを加熱したり、直接噴出させて氷を融かす方法がある。少なくとも1例の掘削プロジェクトにおいて、ドリルヘッドを地上で加熱してから掘削孔に降ろす方式が試行されたこともある。
氷の掘削は到達困難な場所で行われることが多く、掘削機にはそのような場所まで輸送可能な設計が求められる。装置はできる限り軽量で携行性に優れていることが望ましい。人力搬送が必要な場合に負担を軽減できるように、分解した部品を個別に運搬できる構造が有用である。蒸気や熱水を用いる掘削機、ならびに動力供給用の発電機に必要な燃料も輸送が必要であり、その重量も考慮に入れなければならない。

### 氷削片と融解水の処理

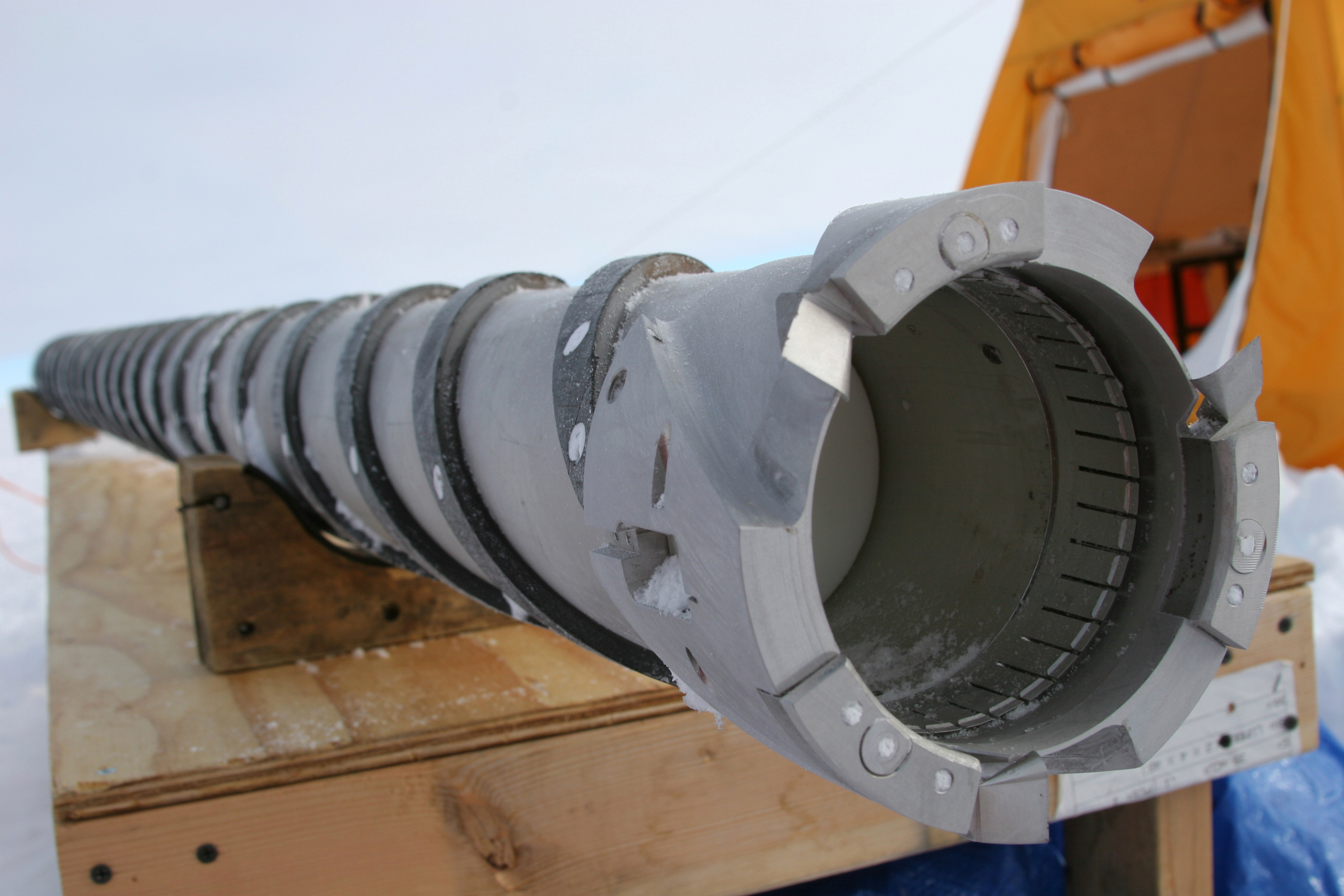
機械式アイスオーガー。先端の3か所に取り付けられた切削刃、氷削片を上方に送る側面のらせん状フライト、氷コアが収まる中空部が見える。

機械式掘削では氷の削片や粒状片が生じる。これらは切削や打撃の動作に干渉するため孔底から除去する必要がある。オーガー型の切削工具では、削片はらせん状のフライトによって自然に上方へ運ばれる。運転を続けると氷片がドリル上部に溜まる構造であれば、定期的にドリル全体を地表まで引き上げて氷片を排出する。氷片が孔内に残る方式では、回収用器具を掘削孔に降ろして除去したり、孔内を水で満たして浮上させる方法がある。除去を行わない場合、氷片は孔壁に圧縮されて埋め込まれるか、コア採取を行っている場合にはコアに取り込まれることになる。
氷切削片を地表まで搬送するためには、圧縮空気による掘削孔内の強制通気も利用できる。空気をドリルパイプ内に送り込んでドリルヘッドから噴出させる方式では、切削片はドリルストリングと孔壁の間の空間を通って上昇する。リバースエアサーキュレーション方式では、空気がドリルストリング内を上向きに流れる。圧縮空気は圧縮の過程で熱を持つため、送風前に冷却しなければ掘削孔の壁面やコアが溶けてしまう可能性がある。加圧送風ではなく減圧によって空気を循環させる方式であれば、周囲の大気が切削片を搬送するため冷却の必要はない。
液体の循環によって氷片を掘削ビットから排除したり、溶解したりすることもできる。回転式ドリルによる鉱石掘削（岩盤掘削）の場合は、掘削孔全体に液体を循環させ、地表で固形物を分離した液体を再び掘削孔に送り込む方式が取られることが多い。一方、深層氷掘削では掘削孔の底部のみで液体を循環させ、切削片を孔内装置に備えられたチャンバーに収集する方式が一般的である。コア採取用のドリルであれば、地表にドリルを引き上げてコアを回収するたびに切削片をチャンバーから排出することができる。
熱式ドリルでは氷を融解させるため切削片の処理は不要である。ただしドリルが水中で動作可能であるか、掘削中に融解水を除去・回収する手段を備えていなければならない。

### ドリルストリングの運用
掘削機構は地表との接続を保つ必要があり、孔内を昇降する手段も必要である。掘削が進んでドリルストリングを延長するとき、パイプないしロッドをねじ込み式などの方法で継ぎ足す構造であれば、脱着の間にドリルストリング全体を保持する手段が求められる。掘削孔の深さが数メートル程度であれば機械的な補助が必要ない場合もあるが、深さが増すとドリルストリングが非常に重くなり、昇降のためにウインチなどの揚重装置が必要となる。
掘削作業において「トリップ（揚降管）」とは、ドリルストリングを孔から引き揚げたり再降下させる作業を指す。その所要時間にあたるトリップ時間を最小化することはドリル設計において重要である。特に、コアを1本採取するごとにトリップ作業が必要となるコア採取用ドリルでは重要性が高い。

### 掘削孔の安定性、孔壁の透過性
深い掘削孔では上方の氷の重量が生み出す上載圧によって孔が次第に閉じてしまうため、周囲の氷と密度が近い掘削流体（ジェット燃料や灯油など）で孔を満たして対策する。トリップ時間を短縮するためには低粘度の掘削流体が必要になる。トリップ作業はコアのセグメントを回収するたびに必要となるため、掘削流体によってドリルの移動速度が低下するとプロジェクト全体の時間に影響がある。深い孔では1年以上の期間延長もありうる。そのほか掘削流体に求められるのは、氷の汚染が最小限であること、安全性と環境低負荷のため毒性が低いこと、低価格、輸送の容易さである。掘削流体を用いないドライ掘削では、掘削孔が閉塞する深さは氷の温度に大きく依存する。温暖な氷河では深さ約100 mが限界となりうる一方、東南極の一部のように非常に寒冷な環境では深さ1,000 mのドライ掘削が可能な場合もある。
積雪やフィルンは空気や水、掘削液を透過するため、掘削孔内に液体や圧縮空気を用いる方式では、表層付近における周囲への漏出を防止する必要がある。孔の深部のみで掘削液を使用するなら浸透は問題とならない。フィルンが氷に変わる深度までの孔壁をケーシングで保護する方法もある。掘削液として水を用いる場合、環境の温度が十分に低ければ、周囲の雪やフィルンの内部で水が凍結して孔壁を封止する役割を果たすこともある。

### アンチトルク機構
切削具はブレースやT字ハンドル、もしくは歯車機構のハンドクランクを用いて手回し式で行うこともあれば、電動ハンドドリルに取り付けて使用することもある。機械駆動式のドリルを用いる場合は、燃料式発電機を備えた電動モーターを掘削現場に設置することが多い。恒久的な研究基地の近くで掘削活動を行う場合に建物から電力ケーブルを引いた例もある。ソーラーパネルも用いられる。地表の動力機関で生み出した回転をロータリーテーブルとケリードライブによって切削部まで伝えたり、ケーブル懸垂式ドリルの場合にはドリルヘッド内のモーターで回転駆動を行う。後者の方式では、ケーブルはドリルヘッドを支持するだけでなく電力供給も行う。回転式ドリルでは、エンジンの回転を掘削に適した速度に減速するためのギア機構が必要となる。
トルクが孔底で供給される場合、モーターがドリルビットを回転させる代わりにモーター自身が軸回りに回転するおそれがある。氷を切削するドリルビットは回転に対して大きな抵抗を受けるためである。これを防ぐため何らかのアンチトルク機構が必要であり、通常は孔壁でモーターを支持する機構を設ける。
電気的にドリルヘッドを加熱して氷を融かす熱式ドリルでは、回転式ドリルと同様に電力を孔底まで供給する必要がある。ドリルヘッドに水や蒸気を送って加熱する方式であれば孔内への電力供給は不要だが、地表に熱水用のポンプが必要となる。水や蒸気の加熱は地表の燃料式ボイラーで行われることがある。

### 傾斜制御
掘削中に先端部で自重を支える設計のドリルは掘削孔内で傾きやすく、対処手段を講じなければ孔が徐々に鉛直から外れていってしまう。それ以外の方式のドリルでも、深部で掘削孔を分岐させて複数の位置の氷コアを採取するなどの目的で傾斜制御が有用となることもある。

### 温度
多くの氷河は「温暖」である。すなわち、融点 (0 °C) に達した温暖な氷が全体に含まれている。温暖氷河の掘削孔では融解水が再凍結することはないが、より低温の場合、動作中のドリルが氷に閉じ込められるような問題が発生するおそれがある。そのため、融解水に漬かったまま動作するサーマルドリルなど、掘削孔内で水が発生する掘削方式はいずれも低温での使用が難しい。掘削液や、融解水に加える不凍剤は、想定される温度で液体状態を保てるものを選ぶ必要がある。温暖氷の場合も切削部では融解・再凍結が起こりやすく、氷が切削具に付着したり、氷片の除去口を塞いだりすることで掘削速度が低下する問題がある。

### コア採取
氷床コアを採取するには、円筒形のコアを取り巻く円環柱状の領域の氷を除去する必要がある。コアは割れのないことが望ましく、そのため振動や機械的衝撃は最小限に抑えられる。コアに熱衝撃を与えるような温度変化も避ける必要がある。コアの融解も防がなければならない。融解の要因としては、機械的な掘削によって発生する熱や、圧縮空気を掘削流体とするならその熱、あるいはサーマルドリルの熱がある。さらに掘削液によるコアの汚染にも注意しなければならない。引き上げの直前にコアの下端を氷の基盤から切り離す手段も必要である。また引き上げ時にコアバレルから脱落しないように把持する手段が必要であり、作業自体も可能な限り迅速かつ安全に行わなければならない。
多くのコアドリルは長さ6 mまでのコアしか採取できないため、掘削孔の深さがそれだけ延長するたびに掘削を停止してコアを回収しなければならない。管状の部品をねじで接続する構造など、セグメント単位の組み立て・分解が必要な方式のドリルストリングはトリップ（引き上げ・再挿入）に時間がかかる。連続巻き上げが可能なケーブルや、巻取り可能な柔軟性のあるドリルストリングを用いればトリップ時間は大幅に短縮される。ワイヤーライン方式と呼ばれるドリルには、ドリルストリング全体を引き上げることなく、ドリルヘッドから切り離したコアバレルだけを地表まで巻き上げる機構が備わっている。コアを取り出した後は、コアバレルを再び孔底まで降ろしてドリルに再装着する。

### 脆い氷
ブリトルゾーン（脆い帯域）と呼ばれる深度域では高圧の気泡が氷に閉じ込められている。氷床コアを地表に引き上げると、この気泡が氷の引張強度を超える応力を生み出して亀裂やスポーリング（表面剥離）を引き起こすことがある。より深部では、氷の結晶構造が六方晶から立方晶へと変化し、気体分子は結晶内部へ拡散してクラスレートと呼ばれる構造を作る。それによって泡が消失することで氷は再び安定化する。
ブリトルゾーンから得られる試料はほかの深度より品質が劣るため、何種類かの対策が取られる。ドリルバレルに挿入したライナーにコアを封入して地表へ運ぶ方法では掘削液の洗浄が困難になる。鉱物探査では特殊な機構によって孔底圧力を保持したままコアを地表へ搬送することも可能だが、多くの氷コア掘削現場は遠隔地にあるためコスト的に採用できない。コア処理施設を極低温に保つと熱衝撃は抑制できる。コアは地表にあるときが最も脆いので、孔内で1 mごとに分割しておく方法もある。コアをドリルバレルから押し出すときにネットを用いると、破砕した場合も形を保ちやすい。また、ブリトルなコアを掘削現場で静置して応力を緩和させることも良く行われる。掘削シーズン間の最大1年間にわたって静置されることもある。ブリトルゾーンのコア採取では乾式よりも掘削液を用いる方が試料の品質を向上させられる。

## 打撃式ドリル
打撃式ドリルは氷に断続的に打撃を加えることで破砕して掘り進む方式である。カッター（切削具）をドリルストリングの最下部に取り付け、何らかの方法で運動エネルギーを与える。機械駆動ではない場合には人力でドリルを上昇・落下させる手段が必要となる。三脚や支柱に滑車を設置し、ロープでドリルストリングを引き上げる構成が一般的である。この方法はケーブルツール掘削と呼ばれ、機械駆動式の打撃掘削にも利用できる。そのほか、ハンマーウェイトを昇降させて孔底に置かれたドリルストリングに打撃を与える方式もある。氷の破砕片は掘削孔の底に溜まるため、工具ですくって収集するなど、何らかの方法で除去する必要がある。孔を水で満たし、氷片を浮かせて除去する方法もあるが、打撃の勢いが弱まるため掘削効率が落ちる。
最初の科学的な氷掘削遠征では打撃式ドリルが用いられた。1840年夏のことで、調査者ルイ・アガシーは鉄棒を用いてアルプス山脈のウンターアール氷河を掘削した。時代が下るとケーブルツール式のリグが用いられるようになった。1960年代にはソビエトの遠征隊がコーカサス山脈および天山山脈でケーブルツールリグを使用している。米国のプロジェクトでも、1969年から1976年にかけてワシントン州のブルー氷河が、2002年にアラスカ州のブラックラピッド氷河がこの方法で掘削された。
打撃式掘削法にはこのほか2種類が存在する。1つは圧縮空気ドリル、もう1つはかつて鉱業で広く使われていた回転打撃式ドリルである。いずれも発破用の浅い掘削孔を開けるために用いられるが、科学的な氷の調査では採用されてこなかった。現在ではより効率的な掘削技術が発展したため科学研究において打撃式掘削はほとんど行われなくなっている。

## 手動式機械ドリル

### スプーンボーラー
土壌サンプリング用のオーガーには、中空円筒の底部に一対の刃が取り付けられており、手で土壌に押し込み回転させることで柔らかい土壌を採取するものがある。これとよく似た構造のスプーンボーラー (spoon-borer) が氷の掘削に使用されたことがある。ただし硬い氷には効果が落ちる。1902年にエーリッヒ・フォン・ドリガルスキーが使用したタイプのスプーンボーラーは、円筒の底部に半月状の切削刃が2枚取り付けられており、氷の切削片が上の筒に溜まるような構造になっていた。

### オーガー

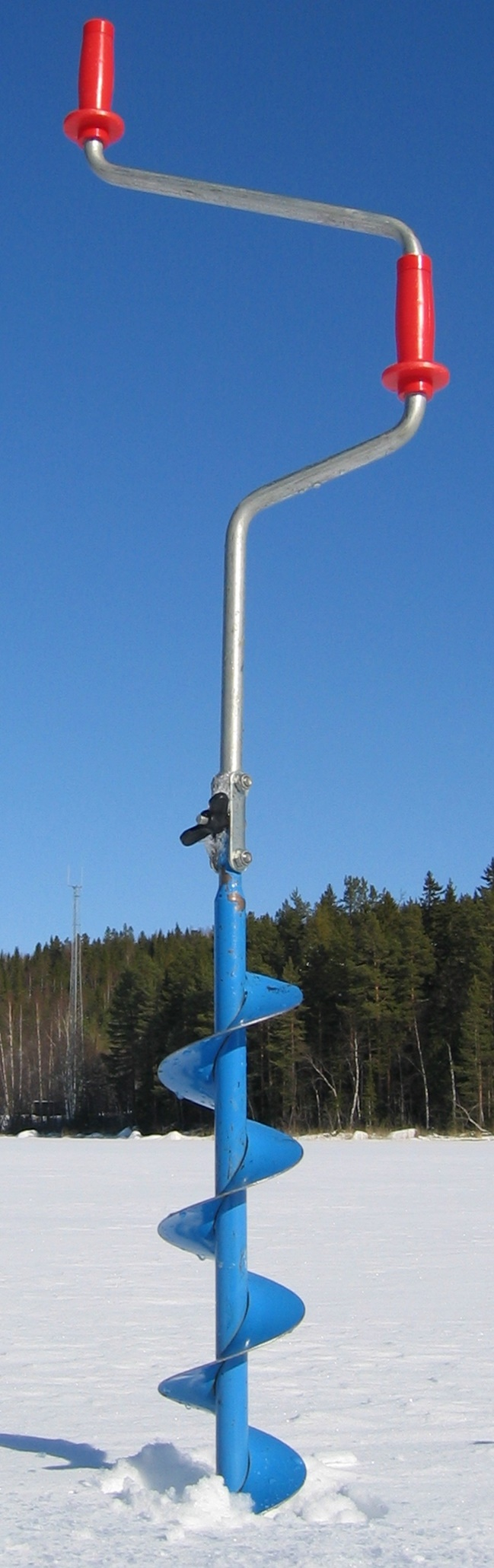
両方のグリップが回転軸からずれているブレースハンドルを備えたアイスオーガー。

オーガーは氷上釣りの穴あけ用に古くから使用されてきた器具で、T字ハンドルやブレースなどを用いて手回しすることも、電動ハンドドリルに装着して駆動することもある。科学研究においてはセンサーの設置や氷の厚さの測定などに用いられる。オーガーは主軸に沿ってスクリュー状の羽根（フライト）を備えており、この羽根が氷切削片を孔底から上へと運ぶ。深い穴を掘るためオーガーの軸を延長することもできるが、そのぶん脚立などの足場を用いて高い位置から作業することが必要になる場合がある。
市販の冬釣り用アイスオーガーは動力源にガソリン・プロパンガス・バッテリーを用いるものがあり、直径約10センチメートルから25センチメートルの穴を開けることができる。深さ2メートル以上の穴を掘る際は三脚とウインチを使ってオーガーを吊ることがある。両手のグリップがどちらも主軸からずれており、両腕でトルクを加えられる設計の折りたたみ式ブレースハンドル（右図）は広く用いられている。

### コア採取用オーガー

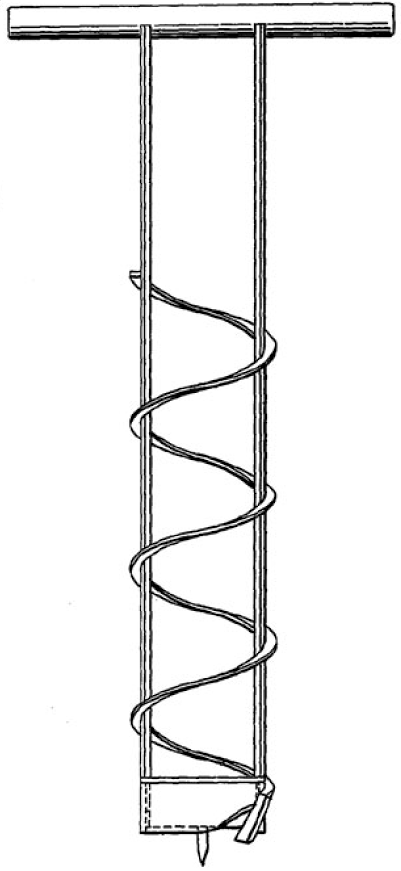
バレルを持たない氷コアリング用オーガー。この種のデザインは剛性を確保することが難しい。

氷コアを採取するためのオーガーは一般的なタイプと似ているが、フライトが中空のコアバレルの外壁に巻き付くように配置されている点が異なる。コアを支持するシリンダーを持たず、螺旋状の切削刃とコアが収まる空間だけで構成されたオーガーも考案されたが（左図）、十分な剛性を確保するのは困難である。オーガーで採取されるコアのサイズは一般的に直径75–100 mm、長さ最大1 mである。コア採取用オーガーは当初手回し式として設計されたが、後には手持ち式の動力ドリルや小型エンジンと組み合わせるタイプも登場した。
三脚などを併用してドリルストリングに延長ロッドを追加すれば、コア採取用オーガーの使用可能深度は大きく伸びる。深さが6 mを超える場合、ドリルストリングの重量が増すため二人以上で作業する必要がある。地表にクランプを設置するとストリングの支持に有用である。三脚に設置した複滑車を利用すると扱える重量が増やせる。ストリングが長くなるほど、トリップの際に多くの延長ロッドを脱着する必要があるため、コアを取り出す作業に時間がかかる。人力のオーガーによるもっとも深い孔は1960年にエルズミア島のワードハント棚氷に掘られたもので55 mに達した。通常は、深さが30 mを超えるとストリングの重量とトリップ時間が大きくなりすぎるため他の掘削方式が採用されることが多い。
現代のコア採取用オーガーは過去数10年にわたってほとんど変化しておらず、米国で1932年に特許が取得されたオーガーと酷似したタイプが80年後にも使用されている。米陸軍寒冷効果研究所(FEL) は1940年代後半にコア採取用オーガーを含む氷力学試験キットを開発した。米陸軍の別組織である雪氷・永久凍土研究所 (SIPRE) がそれを改良したいわゆるSIPREオーガーは現在でも広く使われている。両研究所の後継である寒地理工学研究所 (CRREL) が1960年代にこのオーガーに改良を加えたためCRRELオーガーと呼ばれることもある。米国立科学財団 (NSF) が設立した極地氷コア研究所 (PICO) が1970年代に開発したオーガーも広く使われ続けている。コペンハーゲン大学で1980年代に設計されたコア採取用オーガーはグリーンランドに設置された米軍の秘密研究施設キャンプ・センチュリーで最初に使用され、その後も当地で頻繁に用いられた。NSFが設立した氷掘削機器設計・運営部門 (IDDO) は2009年に手持ち式オーガーの改良を開始し、西南極氷床分氷界における2012-2013年の調査シーズンで実地試験を行った。この新型オーガーは2017年時点でもIDDOによって米国の氷床掘削研究に提供され続けており、IDDOのハンドオーガーの中でももっとも需要が高いタイプである。
2007年に開発された「プレーリードッグ」オーガーは基本的なコア採取用オーガーに外筒を追加したデザインである。切削片はフライトと外筒の間に収集される。外筒はアンチトルク機構を備えた基部に接続され、孔内での回転が抑えられている。この設計により、オーガーを一時的に引き抜くときにフライトから切削片が孔内に落下することを防ぎ、掘削の効率を向上させることができる。また外筒には温暖氷でもオーガーが詰まりにくくなる効果もある。プレーリードッグのアンチトルク・ブレードは雪やフィルンが柔らかい場合には効果が低いため、外筒がPICOオーガーと同一の直径を持つことを利用して、最初の穴あけにはPICOオーガーを用い、密なフィルン層に達してからプレーリードッグに切り替えるのが一般的である。プレーリードッグは比較的重量があり、引き上げ作業は2名で行わなければならない場合がある。IDDOはプレーリードッグドリルも保有しており、米国の氷床掘削研究に提供している。
IDDOはまた、手動オーガーの昇降システム「サイドワインダー」も提供している。発電機でも太陽電池でも給電可能な電動ドリルを用いて駆動を行う機構である。電動ドリルはオーガーを回転するのにも、昇降のロープを巻き取り作業にも用いることができる。これによりハンドオーガーの実用的な最大深度は約40 mまで延長される。サイドワインダーは研究者の間で高い人気を誇っている。

### ピストンドリル
ピストンドリルは長いロッドの先端に円盤を取り付けた構造をしている。円盤には放射状にスリットが3-4本切ってあり、それぞれに切削刃が付いている。円盤を孔底にあてがい、ブレースハンドルでロッドを回転させると、切削された氷がスリットを通って円盤上に集められる。ドリルを掘削孔から引き抜くことで円盤上の切削片を除去する。1940年代にはスウェーデンや米国でピストンドリルのデザインに関する特許がいくつか出願されたが、現在までにほとんど使用されなくなった。この種のドリルは定期的に孔から引き上げる必要があるためオーガードリルと比べて効率が低かった。

### ハンドコアドリル、ミニドリル
一部のコア回収用ハンドドリルは切削片を回収するオーガーフライト（スクリュー状の羽根）を持たない。これらのドリルは通常コアバレル下端に歯を備え、ブレースまたはT字ハンドル、あるいは小型エンジンによって回転させる。コアバレルさえ持たず、一カ所だけ切削スロットが切ってあるリングと垂直ロッドだけで構成されるタイプもある。長さ50 cmまでのコアを迅速に採取するための小型ハンドドリル（ミニドリル）も存在するが、切削片を除去しないとドリルの動作が妨げられて作業効率が悪化する課題がある。IDDOによる超小型の「チップマンク・ドリル」は2003年から2004年にかけてグリーンランド西部のプロジェクトで使用され、2013年には南極点でも使用された。

## ドリルパイプを用いたロータリー掘削装置
鉱物用のロータリー掘削装置は、孔底部に置かれたドリルビットと、上部に設置された回転機構（トップドライブ、もしくはロータリーテーブルおよびケリードライブなど）の間を、連結ドリルパイプ（ドリルストリング）によって繋ぐ構造をとる。掘削孔を掘り進めるとともに、掘削を定期的に中断してドリルストリングの上端に新たなドリルパイプを継ぎ足す。氷掘削プロジェクトでは、鉱物用に設計された市販のロータリー掘削装置を、氷特有の要件に応じて改良した上で用いることが多い。

### ドライ掘削
氷の掘削では、掘削液を用いず、切削片の除去機構も用いないことがある。その場合、雪やフィルンの層では切削片はそのまま掘削孔の壁面に押し固められる。コアドリルを用いるなら切削片はコア内でも圧密する。氷の層では、切削片はドリルパイプと孔壁の隙間に蓄積し、1メートルほど掘削した段階でドリルビットを詰まらせるようになる。こうなると必要なトルクが増加して掘削速度が低下し、ドリルが損傷することもある。ドライ掘削で得られるコアは一般に破砕が多く低質である。
1950年、フランス極地探検隊はグリーンランドの西海岸に位置するキャンプVIおよび内陸部のサントラル基地（Station Centrale）においてロータリー掘削装置によるドライ掘削を行い、それぞれ126 mおよび151 mに到達した。同年夏にはバフィン島でもコアドリルを用いて浅い孔がいくつか掘られた。また南極では、ノルウェー＝イギリス＝スウェーデン南極探検隊が1950年4月から翌年にかけて複数の孔を掘削し、最終的に100 mの深度に到達している。氷のドライ掘削を最後に行った探検隊は、1957年7月から1958年1月にかけて3本の孔を掘削した第2次ソビエト南極探検隊であった。それ以降には他の掘削法の方が効率的だと判明したためドライ掘削は行われなくなった。

### 空気循環
空気を直接循環させる方式で氷を掘削した例がいくつか存在する。圧縮空気をドリルパイプに送ってドリルビットに開けられた孔から噴出させ、掘削孔とドリルビットに挟まれた環状の空間を通じて地表に戻るのと同時に切削片を運び出す。1956年10月に初めてこの工法を試みたのは第1次ソビエト南極探検隊である。切削片の除去効率は低く、孔内で氷が形成されるといった問題があったものの、86.5 mの深度に到達した。その後、米国やソビエト、ベルギーの探検隊がロータリー掘削装置と空気循環方式を組み合わせて掘削を行った。1957年にはグリーンランドのサイト2で米国のチームが最大深度411 mを記録した。従来型のロータリー掘削装置と空気循環を組わせて用いた最後の例は1961年のプロジェクトである。

### 流体循環
鉱物探査において最も一般的なのは、流体循環をともなうロータリー掘削方式である。この方法ではドリルパイプを通じて掘削流体を孔内に送り込み、ドリルパイプと孔壁の間を通して地表に戻す。掘削片は流体によって地表まで運ばれ、そこで分離される。掘削泥水と呼ばれる流体は孔内に戻して再利用される。氷掘削でこの方式が初めて試みられたのは1950年にアメリカ地理学会が行ったタク氷河遠征である。掘削流体としては氷河から得た淡水が用いられ、最大深度89 mに及ぶ3本の孔が掘削された。このとき氷コアが採取されたものの状態は悪かった。海水を掘削流体に使用した例もある。水以外の流体は、1958年末のリトル・アメリカV基地において一般的なロータリー掘削装置で初めて使用された。このとき深度254 mに達する掘削孔の最後の数メートルを掘削するためにディーゼル燃料が用いられた。

### ワイヤライン工法
ワイヤライン方式では、空気や流体を循環させるのに加えて、ドリルストリングを引き上げることなくコアを回収する機構を用いる。オーバーショットと呼ばれる器具を孔底に降ろし、コアバレルに接続して地表まで引き上げ、コアを取り出したコアバレルを再降下させてドリルに再装着する仕組みである。1970年代には国際南極雪氷研究プロジェクトの一環としてワイヤラインコア掘削が計画されたが実現しなかった。最初のワイヤライン方式による氷掘削プロジェクトは、1976年のロス棚氷プロジェクト(RISP) の中で実施された。掘削は同年11月に（おそらく空気循環方式で）開始されたが、オーバーショットの不具合により、深度103 mに達した時点でサーマルドリルへと切り替えられた。RISPは翌シーズンに別のワイヤライン掘削で170 m超の深度に到達した。ソビエトによる1980年代の数回の遠征でも、オーガードリルで掘削を開始し、ケーシングを行った後にワイヤラインドリルを使用した例がある。近年のワイヤライン方式システムとしては、氷底下の地質コア採取を目的としてIDDOが設計し、2016–2017年シーズンに西南極で初めて実地使用されたASIGドリルがある。

### 評価
従来型のロータリー掘削リグは氷の掘削に不都合な点が多い。特にコアリングでは、1本のコアを採取するたびに掘削孔からドリルストリング全体を引き上げる必要があり、その都度ねじ止めされたパイプを1本1本外してラックに収納しなければならない。掘削孔が深くなるにつれてこの作業には膨大な時間がかかるようになる。また従来型のリグは大重量であり、多くの掘削サイトは到達困難な場所にあるため運搬・設置の負担が大きい。深孔掘削の場合、氷の圧力による孔の閉塞を防ぐため孔内の圧力を保つ掘削流体が必要であり、流体の循環・貯蔵・固形物分離を行うための大型の機材がさらに求められる。また、孔の上部にあたる雪やフィルンの層は氷よりも透過性が高いため、空気や流体を循環させるシステムは必ずこの部分にケーシングを施して漏出を防ぐ必要がある。市販のロータリー掘削リグは極低温環境での使用が想定されていないため、油圧系統や流体管理システムなどのコンポーネントに不具合が生じやすい。またそれらは屋外での運用を前提としているが、南極のような極限環境では実用的ではない。
大口径の掘削孔においては市販のロータリー掘削リグが有効に機能する場合があり、氷底下の岩盤の掘削にも用いられることがある。また、氷と岩が不均質に混在しているため掘削が困難な岩石氷河でも一定の成功を収めている。

## フレキシブル・ドリルストリング掘削装置
フレキシブル・ドリルストリング掘削装置は一体型のドリルストリングを用いるため、トリップ作業でパイプやロッドを分解する必要がない。ドリルストリングは柔軟性を持っており、孔外ではリールに巻き取って保管できる。材質は強化ホースもあれば、鋼や複合材料のパイプもある。後者はコイルド・チュービング掘削と呼ばれる。この方式の装置は鉱物掘削において1960年代から1970年代にかけて登場し、1990年代には商業的に実用化した。
この種の装置で氷掘削に使用されたのは、ウィスコンシン大学マディソン校の氷コアリング・掘削サービス（ICDS）によって開発されたRAM（Rapid Air Movement）システムが唯一の例である。RAMドリルは2000年代初頭に開発された。元は地震探査用の発破孔を開けるための設計だった。ホース状のドリルステムに圧縮空気を送り、孔底でタービンを回して回転式ドリルビットを駆動する仕組みだった。氷削片は排気とともに吹き上げて排出される。空気はコンプレッサーによって約50℃まで昇温するが、坑内に圧送する前に外気より10℃ほど高い温度にまで冷却される。このため外気温が−10℃以上の環境では使用できない。ホース内の氷結を防ぐため圧縮空気にはエタノールが添加される。RAMシステムは100 mのホースを保持するウィンチと2基の空気圧縮機を備えており、そりに搭載される。西南極で数百本の掘削に用いられた実績があり、わずか25分で深度90 mまでの掘削を行えることから氷の掘削では最速とされている。2010–2011年には南極点におけるアスカリヤン無線群計画でも使用されたが、掘削地の氷やフィルンの局所的な性質の変動が原因で63 m以上の掘削には失敗した。この装置は流体で満たされた掘削孔では使用できないため掘削深度には限界がある。またフィルン層および雪層で空気が漏出するのが大きな問題となる。これに対しては、真空ポンプで逆にホースから空気を吸い上げるリバース・エア・サーキュレーション方式を導入することで対策できる場合がある。2017年時点でIDDOは10.3 tあるRAMドリルを軽量化する改良を計画している。
別方式のフレキシブル・ドリルストリングも検討されており、一部では試験も行われたが、2016年時点では実地で使用されたものはない。設計の一つは、ホースからの温水によって掘削を行い、目的の深度に達したら機械式のコアリング用ドリルヘッドに交換する方式だった。温水は孔内モーターの動力源としても、氷削片を溶かす手段としても利用される。さらに別の方式であるRADIXドリルはアクセス孔を迅速に掘削する用途向けで、細いホースと小型の水圧モーターによって直径20 mmの非常に細い孔を掘削することができる。この方式は2015年に試験されたが氷削片の輸送に問題があり、おそらくホースと孔壁の隙間が極めて狭いのが原因だとされた。
氷の掘削においてコイルド・チュービング方式の成功例は存在しない。特に、コアを1本採取するごとにドリルを昇降する必要があるコアリング作業はチューブの疲労につながるため使用に適さない。チューブのトリップ作業に対する耐用回数はわずか100-200回程度である。

## ケーブル懸垂式電動ドリル

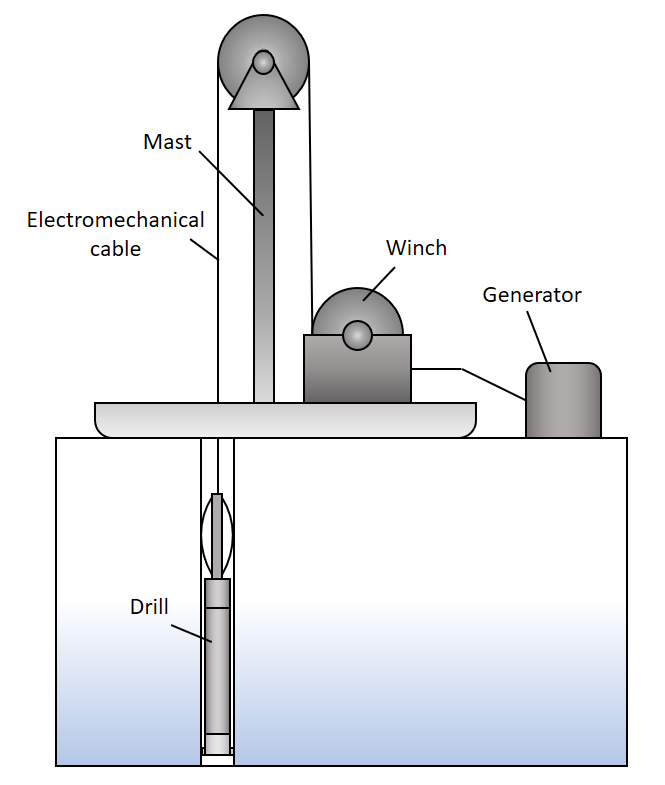
ケーブル懸垂式の氷コアドリルシステムの模式図。

ケーブル懸垂式ドリルではサンド (sonde) と呼ばれる坑内ユニットによって掘削を行う。サンドと地表をつなぐ鎧装ケーブルは電力供給とともにウィンチ操作にも用いられる。ケーブル懸垂式電動ドリルは回転しながら切削刃でカンナのように氷を削り取る切削ヘッドを備えている。切削深さはシュー (shoe) と呼ばれる部位で調整される。氷削片はサンド内のチャンバーに回収されるが、チャンバーはコアバレル内やコアの上部、あるいはさらに上方に独立して位置する。
氷削片の輸送はオーガーフライトもしくは流体の循環によって行われる。オーガーフライト方式で、かつ流体中で動作しないドリルは、掘削孔の閉塞が問題にならない深度までしか使用できないため浅層ドリルと呼ばれる。より深い孔の掘削には掘削流体が必要だが、ロータリー掘削で掘削孔の口から底までの流体循環が行われるのと異なり、ケーブル懸垂式ドリルではドリルヘッドから削片チャンバーまでの間だけを循環させればよい。この方式は「ボトムホール循環」と呼ばれる。
サンドの上部にはアンチトルク機構が備えられる。3-4本のリーフスプリングが広がって掘削孔の内壁を圧迫する構造が一般的である。リーフスプリングの鋭い縁が孔壁に突き刺さり、回転を防ぐための抵抗力を生み出す。ほとんどの機種でサンドとケーブルの接続部にスリップリングが設けられており、ドリル本体がケーブルと独立して回転できるようになっている。これにより、アンチトルク機構に機能不全があってもトルクがケーブルを損傷させることはない。コアリングドリルには、コア基部を破断するハンマーとなるおもりや、計測装置やセンサを収めるチャンバーが搭載されることもある。
サンドの最下部には切削ヘッドがあり、その上にコアバレルが配置される。浅層ドリルではコアバレルの外側にオーガーフライトが巻かれており、その外側を外筒（ジャケット）が覆っているのが一般的である。外筒の内側には切削片の上昇を補助するため縦にリブ（畝）を設けるなどの加工がされる。切削片を回収するチャンバーがあるなら通常コアバレルの上に配置される。駆動用モーターも専用のギア機構とともにコアバレルの上に取り付けられる。
浅層ドリルは深度300-350 m程度までのコアを採取することが可能である。掘削流体を使用すればコアの品質が大幅に向上するため、一部の浅層ドリルはウェット掘削に対応している。2014年の試験結果によれば、掘削流体の液面が深度250メートルより上方にあればコアの品質が悪化しないことが示されている。
深い掘削では掘削流体が必須であるため、それに対応したケーブル懸垂式ドリルはポンプで流体を循環させることでビットから切削片を除去する。掘削流体の使用を前提としているドリルの中には、さらに内側のコアバレルにオーガーフライトが設けられているものもある。浅層ドリルと同様に、切削片はコアの上方にあるチャンバーに収容される。流体の循環には向きが2通りあり、1つはドリルストリングの内部を下方に、コアバレルと掘削孔壁の隙間を上方に流れる循環方向である。その逆向きとなるリバースサーキュレーション方式は、低流量でも効果的に切削片を除去できることから近年のドリルで主流の設計である。深度1500 mを超えて掘削可能なドリルは深層掘削システムと呼ばれる。400-1500 mの範囲で掘削可能な中層向けシステムと基本構造は似ているが、ウィンチなどの機器が大型かつ堅牢で、長大なドリル本体や大型のシェルターなどを備えている必要がある。深層ドリルで採取されるコアの直径は50-132 mm、長さは0.35 mから最大6 mまである。深層ドリルに共通する設計として、コアや切削片の回収を容易にするためサンドを水平に傾けることが可能である。これによりマスト（掘削やぐら）の高さも抑えられるが、サンドを横に振らせるために深い切り込みを掘っておく必要がある。
最初のケーブル懸垂式電動機械ドリルはアーマイス・アルトゥノフによって鉱物掘削用に発明された。このドリルは1947年にオクラホマ州で試験されたが、性能は優秀とはいえなかった。CRRELはレストアされたアルトゥノフ型ドリルを1963年に入手し、氷掘削用に改造した上で、1966年にグリーンランドのキャンプ・センチュリーにおいて掘削孔の延長に使用した。孔は深度1,387 mの氷床底に到達し、さらに岩盤が4 m掘り進められた。
その後この基本設計に基づくドリルが数多く開発されてきた。近年の派生型としては、英国南極観測局の設計による、乾式で最大600 mの掘削を行う迅速アクセス同位体ドリル (Rapid Access Isotope Drill, RAID) がある。このドリルは氷コアを採取する機能を持たず、スプーンボーラーに似た形状の切削ヘッドによって氷削片のみを回収する。掘られた孔の温度プロファイルを測定し、さらに氷の年代を示す同位体分析の結果と合わせて、氷床基底までの氷のプロファイルをモデル化する。これにより、可能な限りもっとも古く、擾乱を受けていない基底氷を採取するのに最適な掘削地点を特定する。600 mにわたるコア掘削に通常2か月かかるのに対して、RAIDドリルはコア品質が問題にならないため切削速度が速く、また掘削孔が細いためウインチの動力も少なくて済むことから7日間しか要しない。

## 熱式ドリル
熱式ドリルは孔底に熱を与えて氷を融かすことで掘削を行う。温暖な氷で電動機械式ドリルを用いると融解・再凍結によってドリルが凍り付くおそれがあるが、熱式ドリルならば安定して掘削を行うことができる。より低温の氷を掘削する場合には、融解水の再凍結を防ぐためなんらかの不凍液を孔内に導入するのが一般的である。

### 熱水ドリル、スチームドリル

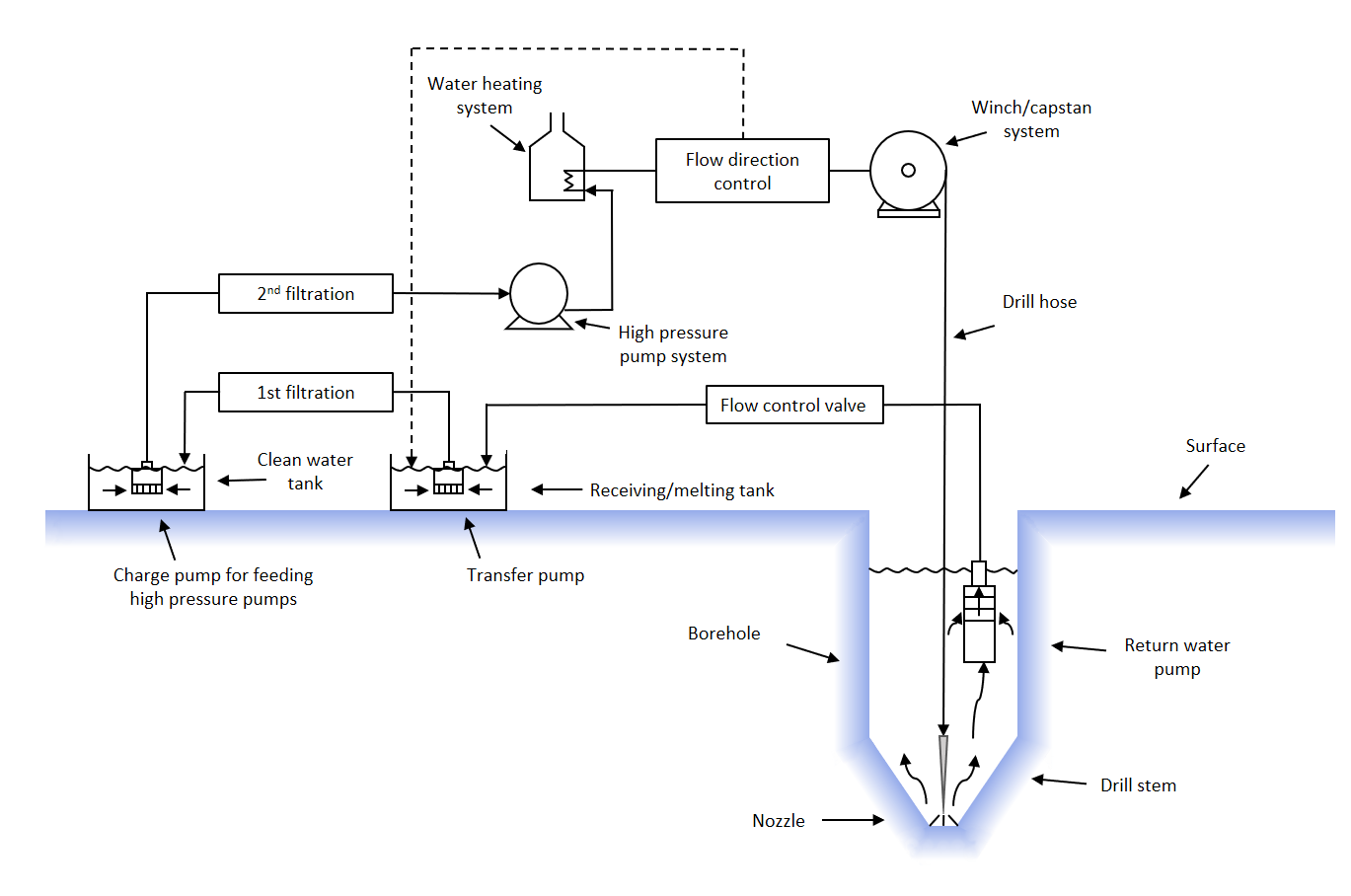
熱水ドリルの模式図。

熱水を用いた掘削では、ホース先端のノズルから加圧した熱水を噴射して氷を迅速に溶かすことで掘削を行う。ホースを支えずに垂下させると垂直な孔が形成されるが、掘削が深くなるにつれてホースの自重によって人力での作業が困難になる。深度約100 mからは、ホースをプーリーに通すとともに、ホースリールやキャプスタンをはじめとする支持機構を用いて昇降を補助する必要がある。ホース内圧は流量の二乗に比例するため、ホース径は熱水ドリルの設計を制約する要因の一つである。一定以上の流量を確保するにはホース径を大きくする必要があるが、それに応じてドリル全体の設計も大幅な強化が求められる。ホースをドラムに巻き付けた後で加圧すると締め付け力が発生するため、ドラムは十分な強度を持つよう設計する必要がある。またホースの損傷を防ぐため整列巻き付けを行わなければならない。小型のシステムでは手作業で巻くことも可能だが、大型ドリルの場合は整列巻き取り機を導入する必要がある。ホース自体が巻き下ろし時の自重を支えられる引張強度を持つことが望ましいが、極めて深い孔を掘削する場合には補助ケーブルでホースを懸垂しなければならないこともある。
熱水の代わりにスチームを用いる場合、ポンプは不要となる。携行型のスチームドリルは融解ステークを設置するなどの目的で浅い穴を迅速に掘るのに適している。熱水式・スチーム式のいずれのドリルも携行可能なほど軽量化することができる。掘削孔を直線的に保つにはガイドチューブが用いられる。
低温の氷を熱水によって掘削すると、孔内に残された水はいずれ凍結して孔を閉塞する。これを防ぐため、ドリルを再び孔内に降下させて水や周囲の氷を加熱する。これはリーミング（拡孔）の一種である。リーミングを繰り返すと周囲の氷の温度が上昇し、長時間にわたって開口を維持できるようになる。ただし、目的が掘削孔内の温度測定である場合には周囲の氷に余分な熱を加えることは避けたいため、流量の多い高出力のドリルによって高効率で掘削するのが望ましい。掘削中の凍結によってドリルが氷に閉じ込められるリスクがある場合、バックドリル (back drill) 機構を設計に加えることがある。ドリルの引き上げ時に抵抗が生じると熱水を上方に噴射する仕組みである。ドリル本体とは別に、熱水を孔壁に向けて水平噴射する熱水式リーマーを用いることもある。
熱水による掘削孔は形状が不規則なため、閉塞速度や傾斜の計測のような特定の調査には適さない。ノズルから噴射された熱水は掘削孔を上昇しながら孔壁を融解し続けるため、孔は円錐形になる傾向がある。特に、表層に雪やフィルンが存在しない氷河の消耗帯などで掘削を行う場合、この効果は孔の上端まで及ぶことになる。
熱水ドリルの水源としては、地表に水が存在するならそれを、そうでなければ融雪水を用いることができる。掘削孔内の融解水を再利用することも可能だが、掘削孔がフィルン層を抜けて不浸透性の氷層に達した後に限られる。孔がそれより浅いと融解水は周囲に漏出してしまう。融解水を地表に汲み上げるためのポンプは不浸透層に設置する必要がある。さらに、掘削が氷床の底部にまで達する可能性がある場合には、それによって水位が低下することを踏まえてポンプを設置しなければならない。加熱システムには高圧洗浄機向けのヒーターが転用される例が多い。

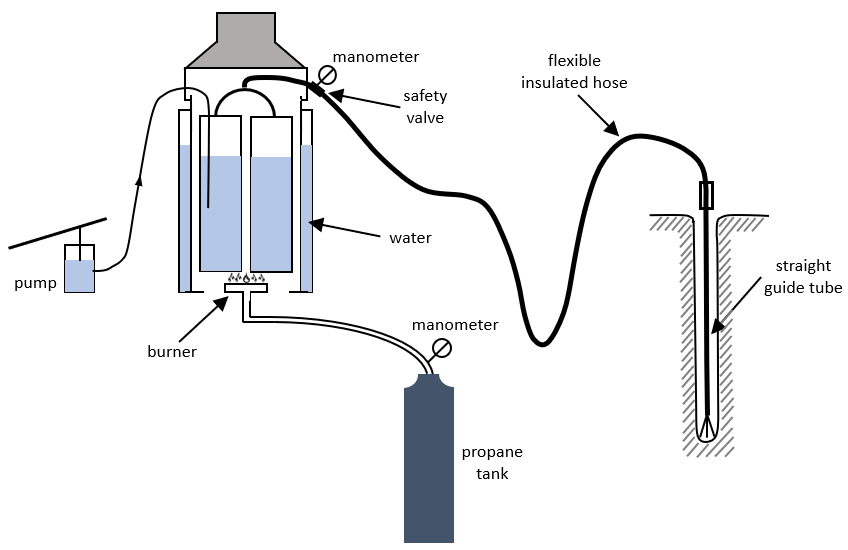
スチームドリルの模式図。

不純物を多く含む氷（ダーティアイス）を熱的な方法で掘削すると、孔底に堆積物が蓄積して掘削の障害になる。砂や小石、あるいは岩が多量に堆積すると掘削停止に至ることもある。この問題を回避する方法の一つに、45度の角度で傾いたノズルを備えておくというものがある。これを噴射すると側方に溝が形成されて堆積物が流れていき、垂直方向の掘削を再開することが可能となる。別のアプローチとして、地上から熱水を送り込むのではなく、ドリルヘッドに電気ヒーターを組み込み、水の循環を孔底において行う方式がある。循環中にフィルターを設けることにより、ドリルヘッドの動作を妨げるような小さな堆積物の大部分を除去することができる。
氷の不純物に関しては、掘削プロジェクト自体が持ち込む衣類や木材の繊維、粉じん、砂粒などの汚染物質も問題となる。掘削開始時には、孔が不浸透性の氷層に達しておらず孔底から融解水を汲み上げることができないため、雪をドリルの水源とする場合が多い。しかしキャンプ周辺の雪をスコップでドリルに供給すると、それらの汚染物質がドリルの機構を通過してポンプやバルブを損傷するおそれがある。これを防ぐため微細なフィルターが必要である。
熱水ドリルが用いられた初期の例に1955年のメール・ド・グラース氷河遠征がある。このときフランス電力公社は熱水方式で氷河の基部に到達し、複数のジェットを同時に噴射する装置を用いて氷の下にトンネルを掘削した。後の1970年代にも開発が進められている。現在では、熱水ドリルは非常に深い孔の掘削や、氷底湖へのクリーンなアクセスも可能となっている。たとえば、2012年から2019年にかけて実施されたWISSARD/SALSAプロジェクトでは、中型の熱水ドリルであるWISSARDドリルによって、南極のマーサー湖まで深度1 kmに及ぶクリーンアクセスが行われた。また、2004年から2011年にかけて、IceCubeプロジェクトのために南極点で大型の熱水ドリルによって深さ2.5 kmの孔が86本掘削され、孔内にセンサー列が設置された。熱水方式の氷コアドリルも開発されているが、ダーティアイスの中では堆積物によって掘削が妨げられやすい問題がある。
スチームドリルの実用化に向けた初期の試みのひとつに、1960年代初頭にF・ホヴォルカ (Howorka) がアルプス山脈での使用を目的として開発したものがある。スチームドリルは、ホース内での熱損失や、水中での深さにともなう圧力損失のために効率が低く、30 mを超える深さの掘削には用いられない。そのため、浅い孔を迅速に掘削する用途が主となっている。

### ホットポイント方式
熱水や蒸気を噴射する代わりに、ドリルストリング内で熱水を循環させるなどの方法で、耐久性のあるドリルヘッドに熱を供給することで氷を融かすサーマルドリルも存在する。現在のサーマルドリルはドリルヘッドを電気的に加熱する方式が主流である。
電気的なヒーター素子を直接氷に接触させる「ホットポイント」によって掘削することも可能である。ただし、素子は水中でも動作可能である必要がある。ヒーター素子を銀や銅などの材料に埋め込み、その材料を通して熱をホットポイント表面へ伝達する構造ならば、電気接点が水に触れないように設計できる。電熱式ドリルでは掘削孔の底まで電力を供給するためのケーブルが必要となる。ドリルパイプが使用されている場合、それを回路の一部として使うことができる。ケーブルでの電力損失を避けるには高電圧での送電が必要なため、ドリル側には変圧器が組み込まれる。しかし、遠隔地で電力を確保するのはガスボイラーで熱を生成するより困難であるため、ホットポイントドリルは数百メートル程度までの浅層掘削でしか使用されない。
熱によって氷を掘削する最初の試みは、1904年にテート・ルース氷河においてC・ベルナールが行った。ベルナールは鉄棒の先端を白熱するまで加熱して掘削孔に挿入した。ホットポイントと呼べる最初の例は1942年に Mario Calciati が Hosand 氷河で使用したものである。Calciati は地表からドリルステムを通して熱水を送り込み、ドリルヘッドを通った水を再び地表に循環させた。電熱式のホットポイントは1948年に英国のユングフラウヨッホ遠征隊によって導入され、その後多くのドリルで採用された。ホットポイント方式では氷コアを採取できないため、主にアクセス孔の作成に用いられる。

### 電熱式コアドリル

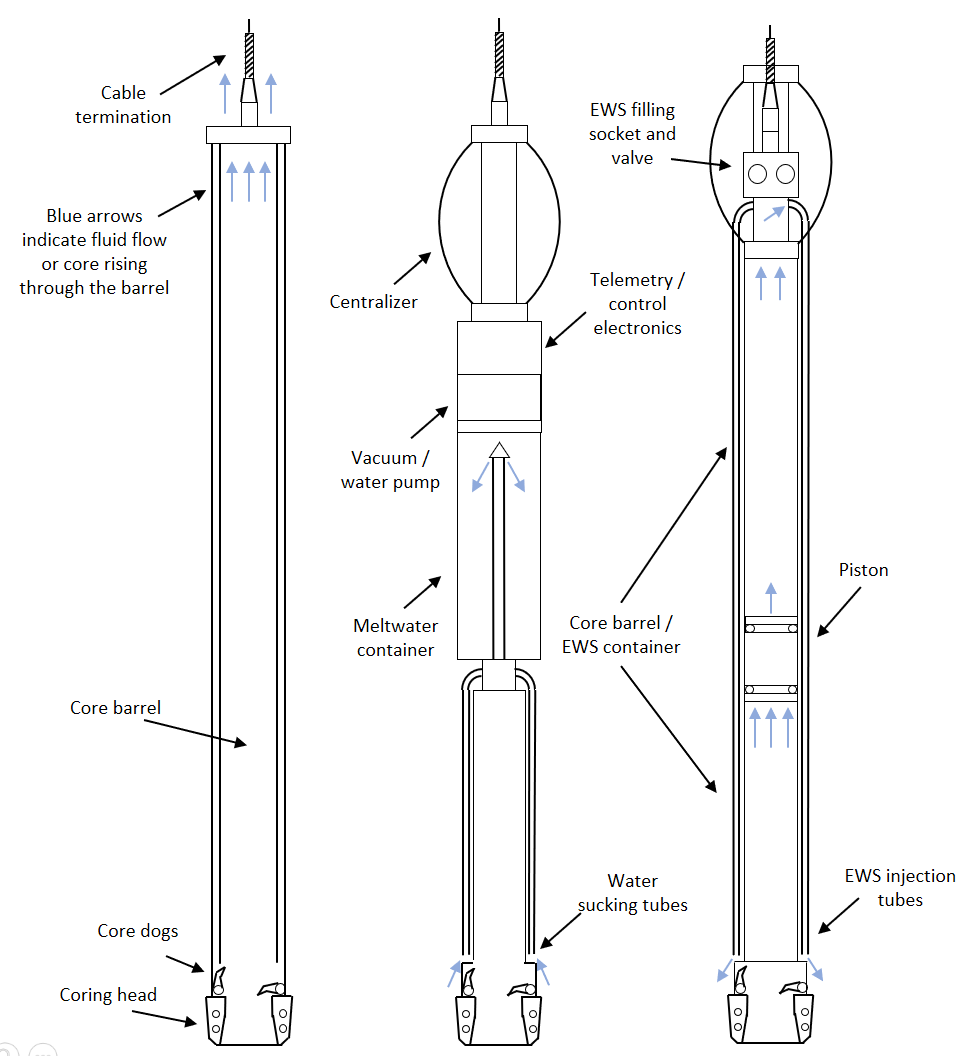
サーマルドリルのデザイン3種。

1960年代に中深度のサーマル式コアドリルが開発されたのは、大重量のロータリー式コアドリルは輸送に困難がともない、極域の運用ではコストが高くなるためだった。サーマルドリルの構成要素は一般にケーブル懸垂式電動ドリルと同様であり、マストとウインチを備え、鎧装ケーブルを用いて地中のサンドに電力を供給する。サンドにはコアバレルが含まれる。サーマルドリルはアンチトルク機構やトルクを生み出すモーターを持たず、電力はドリルヘッドの発熱に使われる。ヘッドはリング形をしており、コアの周囲を環状に融かしていく。一部のドリルはサンドを孔の中心に保つためのセンタライザーを備えている。
融解水中での運転を想定した電熱式ドリルでは、ほぼコアバレルと加熱ヘッドのみでサンドを構成できる（右図(a)）。より低温の氷で用いるには、コアバレルの上部に貯水槽を設け、そこからヘッド直上までチューブを伸ばして真空ポンプで融解水を吸引するタイプがある（右図(b)）。この方式では各回のコアリング作業後に地上で融解水を排出しなければならない。
もう一つの方式としては、エタノールと水を混合して掘削液として用いるものがある（右図(c)）。混合比は氷の温度に応じて調整される。この方式のドリルでは、コアバレルと掘削液タンクを兼ねるシリンダの中にピストンがある。掘削開始時にはピストンはシリンダの底部に位置し、その上の空間に掘削液が満たされている。ドリルが下方に掘削を進めるにつれてコアがピストンを押し上げ、その結果として掘削液が下方へ圧送されて加熱ヘッドの周囲から流出し、融解水と混ざり合って凍結を防ぐ。可動部はピストンのみであるため設計が簡素化される。またサンドの長さの大部分をコアバレルに当てることが可能である。これに対し、ドライ掘削を行うために融解水を吸引する方式では、その水の貯蔵室にサンド内の空間を割かなければならない。
温暖な氷向けに設計されたサーマルドリルは軽量で操作も簡便であるため、高地の氷河における使用に適している。ただし、もっとも標高の高い部類の氷河ではヘリコプターが利用できない場合もあるため、もっとも到達困難な地点まで人力で運搬できるように、ドリルを部品に分解できることが求められる。
電熱式ドリルの実用化は1940年代にまでさかのぼる。1946年5月にはスイスでルネ・ケクランによって電熱式ドリルの特許が取得され、スイス国内で使用された。1948年にはユングフラウヨッホへのイギリス遠征隊が一種の電熱式ドリルを用いて氷河を基底まで掘削した。1964年から2005年のあいだに設計された電熱式コアドリルは20機種に及ぶが、大部分の機種は電動式コアドリルに性能で劣っていたため放棄された。

## 自律型プローブ

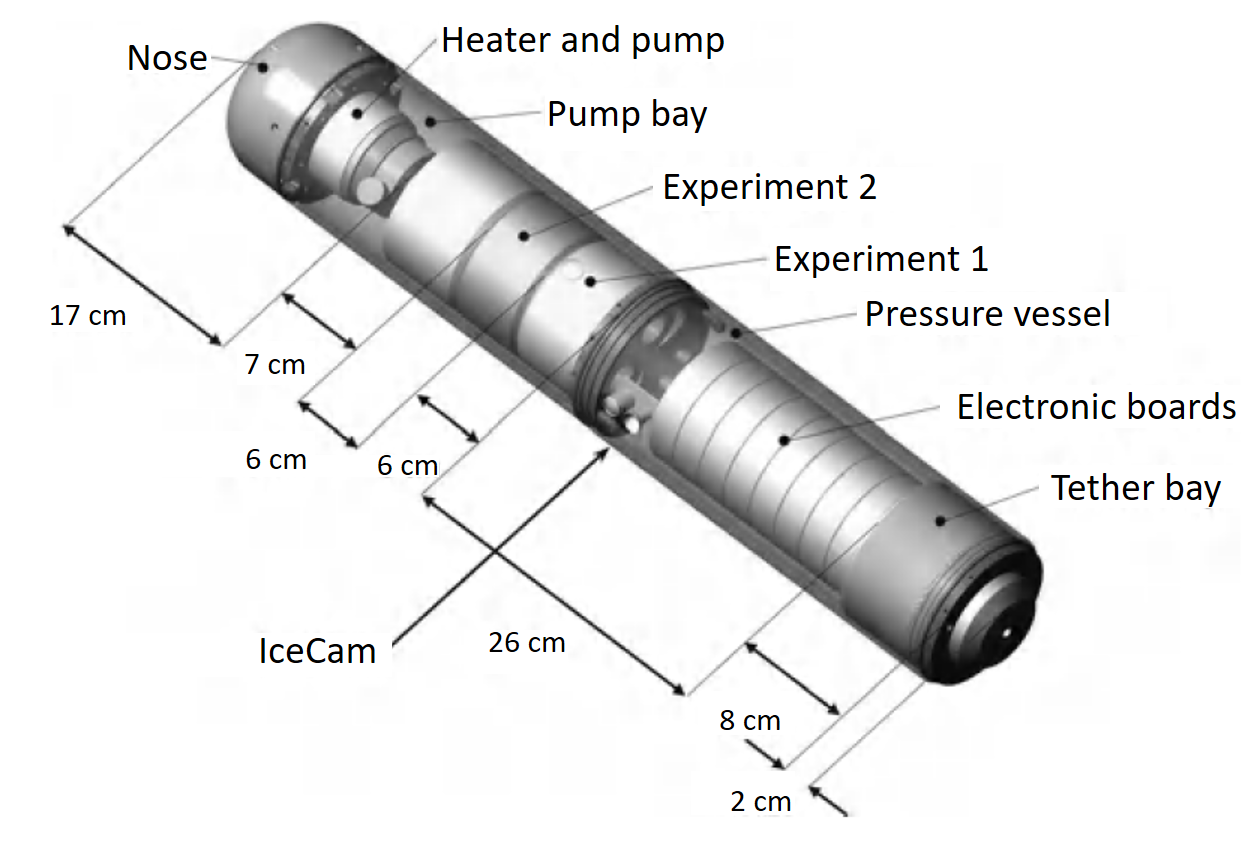
NASAが火星の氷冠の調査用に設計したクライオボット。完成は2001年ごろ。

氷中で計測データを得るのが目的であって氷や掘削装置の回収が必要ない場合には、長いケーブルのリールとホットポイントを搭載したプローブが用いられる。プローブはホットポイントによって氷を融かしながら沈降し、背後にケーブルを繰り出していく。融解水は再凍結するためプローブを回収することはできないが、搭載ケーブル長の限界に達するまで氷中を掘進しつつ、地表に向けて計測データをケーブル経由で送信する。この種の装置はフィルベルト・プローブとして知られている。発明者であるカールとベルンハルトのフィルベルト兄弟は放射性廃棄物を氷床に埋設する構想を持っており、計画に必要な氷の温度プロファイルを測定するため1960年代にホットポイント式プローブを設計した（ただし廃棄物処理は実行には至らなかった）。プローブは氷河学研究に応用され、1968年のグリーンランド国際氷河遠征における試験では1,005メートルの深度に到達し、地表に温度情報を伝えた。
サーマルプローブは掘削孔の底で氷に接して自重を支えているためわずかに傾いており、そのため掘削方向が鉛直から逸れる傾向がある。この問題にはさまざまな対処法が提案されている。たとえば、先端を円錐形にし、その上に水銀の層を設けるなどである。これにより、掘削孔が傾くと水銀が溜まった側の熱伝導が増加し、下側の壁面での融解速度が高まるため掘削孔を鉛直に戻すことができる。別の方法としては、氷による支持点がプローブの重心より上に来るような設計がある。たとえば加熱リングを二つ設け、上側のリング径を本体より大きくするなどである。融解が遅れている接触面ほど大きな支持圧を受けるため、上部リングの発熱量をわずかに抑えておくとプローブは上部リングで支持されることになる。この状態で掘削孔が傾いた際には、上部リングの中で支持圧が高い部分の熱伝導が向上するため、プローブは自然に鉛直方向へ戻される。この効果は振り子が鉛直方向に振り戻る性質にたとえて振り子式姿勢制御 (pendulum steering) と呼ばれる。
1990年代にNASAはフィルベルト型プローブの設計に熱水ドリルのアイディアを組み込み、先端のホットポイントに加えて熱水ジェットを備えたクライオボットと呼ばれるプローブを開発した。このプローブが融解水に薄く覆われた状態になると、その水を取り込んで再加熱し、先端からジェットとして噴出する設計となっている。多くの熱水ドリルと同様に、ドリル先端から粒子を除去することを意図したものである。2001年には分析機器を搭載しない試験用モデルがノルウェーのスヴァールバルで製造・現地試験され、粒子を含む層を貫通して深度23 mにまで到達した。
クライオボットは内臓電源のみで動作するが、沈降中は常に周囲の氷と熱的に接触しているため、極低温の氷の中では搭載する電力の多くを熱として消費してしまう。このため火星の極冠探査には適さない。そこでNASAはクライオボットにポンプを追加した設計のSIPR (Subsurface Ice Probe) を導入した。このプローブは融解水を地表に排出しながら乾式で掘削しつつ降下を行うため、周囲との熱接触は小さい。火星の重力は地球より小さいため氷冠内部の上載圧も小さく、氷冠の深さとされる3 km程度までは掘削孔が閉塞せずに安定すると予想されている。
クライオボットでは融解水を地表で分析することも可能となるが、大口径の試料採取管では異なる深さで採取した水の混合が起きてしまうため、大口径と小口径の二系統の管が採用された。深さ方向の分析のための試料採取には小口径チューブを用い、層構造に依存しない生命探査などの試料採取には大口径チューブを用いる。分析機器を地表に設置することでプローブの小型化が可能となり、効率が向上する。
採水チューブと並行して電熱線が設置されており、地表まで融解水の凍結を防ぐ。電力供給と遠隔計測も地表から行われる。プローブは掘削孔の傾斜を自ら検知し、熱水ジェットの調整によって方向を補正することができる。システムは太陽光を動力源とする想定で、そのため日照下においても100 W未満で稼働する必要がある。このプローブの完成モデルは2006年にグリーンランドで試験され、深度50 mまでの掘削に成功した。NASAは類似の設計に基づくプローブを用いて木星衛星エウロパの氷層を掘削することを提案している。このような地球外探査用のプローブは、対象環境の生物学的汚染を防ぐ滅菌処理のため500℃の温度に耐えなければならない要件がある。

## その他の方式

### スノーサンプラー
スノーサンプラーは積雪の深さと密度を測定する器具で、それらの測定値から積雪水量（雪を水に変換した場合の深さ）を算出することができる。一般的なスノーサンプラーは、貫入のための刃が一端に設けられた中空の円筒である。これを積雪に地面まで突き刺し、引き抜くことで雪を採取する。雪が入っている状態で計量し、サンプラー本体の重量を差し引くことで雪の重量を得る。多くの場合、円筒には長さ方向にスリットが切られており、雪の深さを読み取ることができる。透明な素材で作られたサンプラーもある。
サンプラーを引き抜くときには、雪が零れ落ちないように把持される必要がある。この点では小口径の円筒の方が優れているが、測定精度については大口径の方が高くなる。雪試料の圧密は望ましくないため、筒内面は雪に対する摩擦が低減されるように滑らかに仕上げられる。通常は陽極酸化処理されたアルミ合金製であり、必要に応じてワックスが塗布される。低密度の雪であればサンプラーの自重のみで貫入させられるが、密度の高い雪塊やフィルン、氷などでは、使用者がゆっくりと回転させて切削歯を利かせる必要がある。切削が不十分なまま稠密な層を無理に圧迫すると下方に押し込んでしまうおそれがある。その場合、地面に達したときのサンプラー内の雪面が周囲よりも低くなっていることで見分けられる。一般的には1地点で複数回の測定を行い、結果を平均する。スノーサンプラーによる測定の精度はおよそ5-10%の範囲となる。
スノーサンプラーは1908年から翌年にかけての冬にJ・E・チャーチが考案した。現在最も広く使用されている連邦式 (Federal) スノーサンプラーは、1930年代にジョージ・D・クライドと米国土壌保全局がチャーチの設計に改良を加えたもので、最大9 mまでの積雪を採取することができる。

### 貫入試験機
貫入試験とは、雪にプローブを挿入することで力学的性質を調べる方法である。熟練の雪氷観測者は、一般的なスキーストックを積雪に突き入れ、その際に感じる抵抗の変化から硬さを推定することができる。より科学的な手段としては、1930年代に発明され、現在も広く使用されているラムゾンデがある。ラムゾンデは下端に円錐状の先端部を備えた棒状の装置である。ハンマーとして用いる円環形の重りをロッドに通して落下させると、棒を取り巻く座金（アンビル）に衝突して雪中に打ち込む仕組みである。測定の際には、ロッドを雪面に垂直に立て、重りを1回以上落として貫入した深さを記録する。柔らかい雪に対しては軽量のハンマーを用いると精密な測定が行える。ハンマーの重量は2 kgから0.1 kgまで幅がある。ただし、ハンマーが軽量であっても薄い雪の層に適用することは困難である。雪崩の発生には薄く柔らかい雪の層が関わっていることが多いため、この分野の研究ではラムゾンデの有用性は限られる。
ラムゾンデより高感度な軽量機器として広く使用されている装置が2つある。snow micro-penetrometer はモーターによってロッドを雪に押し込みながら必要な貫入力を測定する方式で、雪の強度に応じて0.01-0.05 Nの感度で力を検出できる。SABREプローブと呼ばれる装置では、ロッドを手作業で雪に挿入し、加速度計の読み取りによって深さごとの貫入力を算出して記録する。
稠密な極域雪の試験には、土質試験で用いられるコーン貫入試験機が流用される。この方法では硬い雪やフィルンに対して深度5-10 mまでの測定が可能である。

### オーガー掘削機

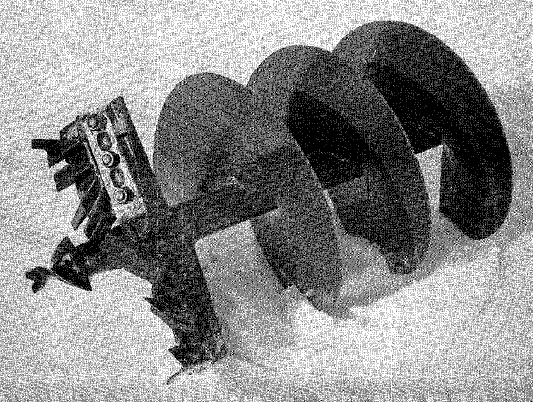
米海軍が1967年に極地建設機材の試験において使用した直径24インチのオーガー。

施設建設や氷床下への到達などの目的で氷を穿孔する際には、市販の回転式掘削機と大型オーガーも用いられてきた。オーガー掘削ではコアの採取はできないが、米国やソ連の南極科学探査において断続的に使用例がある。2012年には英国南極観測局が、厚さ3.4 kmの南極氷床の下にあるエルスワース湖への到達を目指す探索プロジェクトの一環として、オーストラリア製のアースオーガーを使用した。トラック搭載型のトップドライブによって駆動される装置で、300 mの初期掘削孔を2本掘削するために使用された。ただしその後プロジェクトは中止された。
冬季の氷上釣りのために大型の孔を掘削する目的で開発された動力式オーガーは、スノーモービルやトラクター、そりなどに取り付けて使用される。孔径は最大で350 mmに達する。この種の掘削機は米国および旧ソ連で商業生産されていたが、現在では広く使用されてはいない。

### 火炎ジェット削孔機
1970年代のロス棚氷での掘削において、通常は結晶質岩に対して用いられる火炎ジェット削孔機が使用された。この種の装置は重油を燃焼させるため、十分な圧縮空気が供給されれば水中でも運転が可能である。掘削速度は速いが、孔の形状が不規則となり、煤や燃料油によって汚染される欠点がある。

### 振動式ドリル
モーターによってドリルバレルを50 Hzで鉛直方向に加振する方式のドリルがソ連で開発されたことがある。ドリルの外径は0.4 mで、南極のボストーク基地における試験では深さ6.5 mの孔が掘削された。1回の掘削行程あたりの掘削距離は1.2 mで、所要時間は1-5分だった。鋼のエッジが雪を圧縮してコア状に成型し、それによってバレル内に保持された雪ごとドリルを巻き上げる仕組みだった。

## 掘削システムの構成要素

### 切削刃

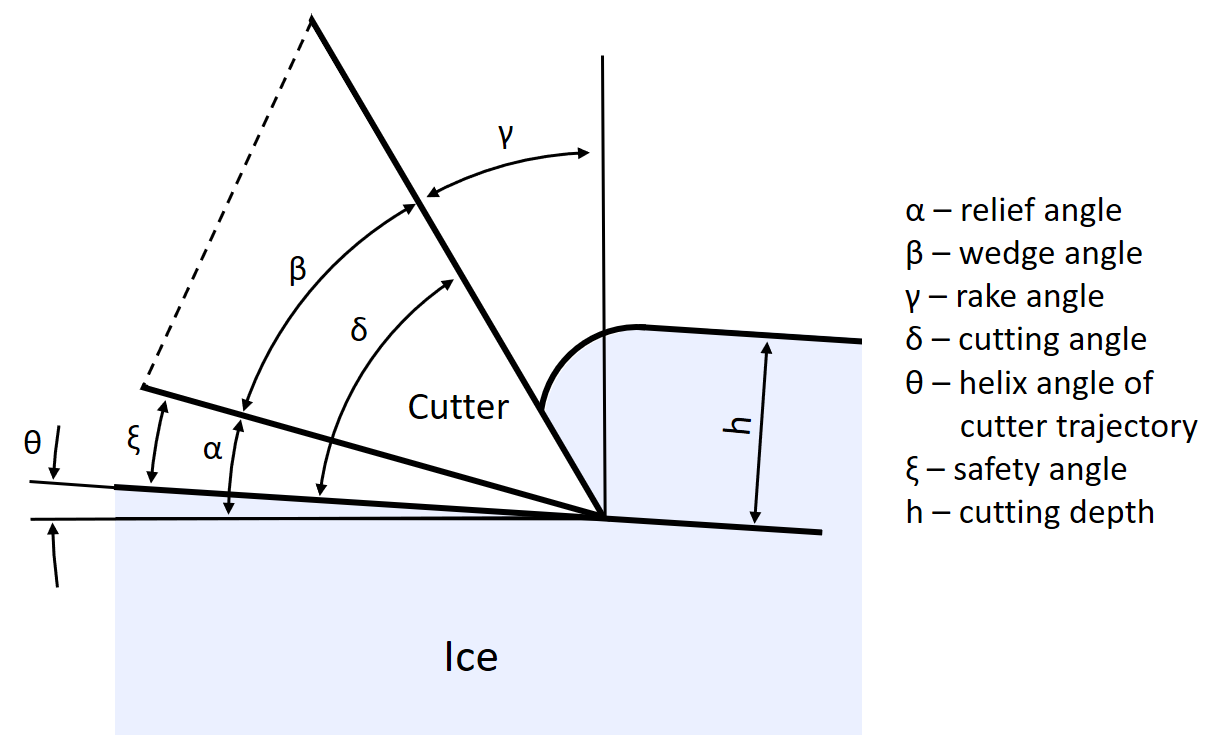
切削刃の形状パラメータ。

一般的な機械式コアドリルには、円環状のドリルヘッドの円周に沿って3つの切削刃が等間隔で配置されている。切削刃が2つの場合は振動が生じて氷コアの品質が低下する。切削刃を4つ備えたドリルヘッドも試験されたが性能は十分ではなかった。形状の設計はバリエーションが広い。リリーフ角（水平に対する刃下面の角度、図参照）α は5–15°の範囲で、寒冷な氷では8–10°が最も一般的である。切削角（水平に対する刃上面の角度）δ は寒冷な氷では45°が最も一般的であり、最大90°にまで設定される。ドリルへの負荷を低減するためにはセーフティ角（刃下面と切削面の間の角度）ξ を大きくすることが推奨されるが、0.8°と非常に小さく設計されることもある。刃先の形状はさまざまなタイプが試されており、平坦型（最も一般的）、尖頭型、丸型、スプーン型などがある。
切削刃には非常に高強度の材料が求められる。通常は10–20 mの掘削ごとに研磨が必要になる。炭素を含む工具鋼は−20°C以下の低温で脆くなるため適さない。焼結タングステンカーバイドは非常に硬いことから切削刃の材料として推奨されるが、高品質の工具鋼にはコスト効率で劣る。カーバイドカッターは冷間圧入または真鍮ろう付けによって切削具本体に固定されるため、現地で取り外して研磨するのは困難である。
切り込み深さはドリルヘッド底部に取り付けられたシューによって調節される。シューは氷表面に接しており、ドリル1回転あたりの切削深さを決定する。シューは切削刃のすぐ後ろに取り付けられることが多いが、この配置ではシューと切削刃の隙間に氷がたまりやすい。これまでのところ、この問題を解消するシューの設計は得られていない。

### 掘削液
掘削液は深層の氷床コア採取において掘削孔を持続させるために必須であり、また循環させることで切削片をビットから除去するためにも用いられる。使用される液体には、水、エタノール・水混合液、エチレングリコール・水混合液、石油系燃料、非芳香族炭化水素、n-酢酸ブチルなどがある。
- 水：水は最も安価でクリーンな選択肢である。氷河表面に存在する場合もあれば、熱掘削によって生成する場合もある。寒冷氷の掘削液として水を用いるなら何らかの不凍剤が必要となる。もしくは定期的にリーミングを行って熱を供給する必要がある[186]。
- エタノールと水：エタノールは水の不凍剤として機能し、濃度が十分であれば氷の掘削で想定されるいかなる温度でも凍らせずにおくことができる。氷の上載圧による掘削孔の閉塞を防ぐためにも濃度の調整は必要である。エタノール・水混合液は低温で密度が低下するため、深度とともに温度が下がる掘削孔内では、軽くなった混合液が上昇する鉛直対流が発生する。これによって掘削孔内にはシャーベット状の氷が生じるが、掘削は継続可能である[187][188]。エタノールは掘削液として最も安価な選択肢の一つであり、使用時に水で希釈するため他の液体より貯蔵スペースが小さくて済む[187]。ソ連の南極探検隊が撤収時に氷温−53°C、深さ800 mの掘削孔をエタノールと水の混合液で満たしておいたところ、11か月後にも孔は閉塞しておらず掘削を再開することができた。一方で、この混合液は亀裂のあるコアに浸透してしまう欠点もある[186]。
- エチレングリコールと水：1966年、キャンプ・センチュリーにおいて切削片を溶解させるために孔底部に用いられた[189]。
- 石油系燃料：ディーゼル燃料、ジェット燃料、灯油など。安価で入手しやすいことからかつて広く使用されていた。欠点としては、可燃性であることと、健康に有害な芳香族化合物を含むことなどがある[186]。
- 非芳香族炭化水素：2009年時点で最も広く使用される掘削液である。芳香族成分を除去することで健康上の問題を解消している。未処理の石油系燃料に比べると大幅に高価である[186]。
- n-酢酸ブチル：密度が氷に近いため1990年代に広く使用されていた溶剤だが、溶解性が高く掘削装置の材料を制約することからあまり使用されなくなった。また可燃性および腐食性があり、作業者は防護服や場合によっては防護マスクの着用が求められる[190]。
- ESTISOL系溶媒：ESTISOL はn-酢酸ブチルと同じくエステル系化合物だが、健康に害はない[191]。

掘削液は密度調整剤を用いて周囲の氷の密度に近づけられる。初期の掘削プロジェクトでは石油系燃料とテトラクロロエチレンやトリクロロエチレンの組み合わせがよく用いられたが、健康被害への懸念から徐々に使われなくなった。一時はフロンで代替されたがモントリオール議定書により禁止され、フロンに代わる密度調整剤とされたハイドロクロロフルオロカーボンの一種HCFC-141bもまた禁止となった[184]。掘削液の将来的な選択肢としては、低分子量のエステル類（酪酸エチル、n-プロパン酸プロピル、n-酪酸ブチル、n-酪酸アミル、酢酸ヘキシルなど）、数種のESTISOLの混合物、ポリジメチルシロキサン油などが検討されている。

### アンチトルク機構

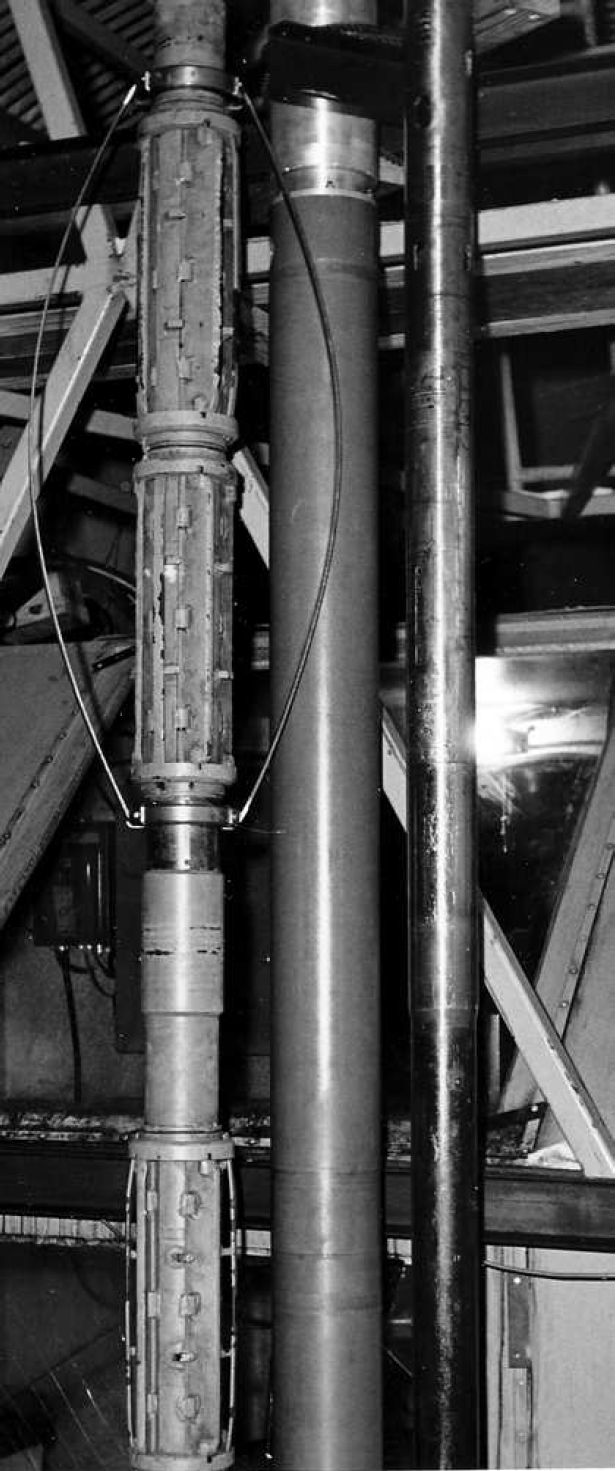
1966年から1968年にかけて南極のバード基地で使用されたCRRELドリルでは、リーフスプリングを用いたアンチトルク機構が実装された。

ケーブル懸垂式の電動式ドリルでは、ドリルが生み出すトルクを打ち消す手段が必要である。ドリル内部に逆回転部品を設けて正味のトルクを最小化するアプローチも試みられてきたがほとんど成功しておらず、孔壁へのグリップに基づくアンチトルク機構が主流の方式である。その主な要件は、サンド（掘削ユニット）の回転を防ぐこと、掘削孔内の上下移動を妨害しないことの2点である。アンチトルク機構は現在までに5種類の方式が考案されている。ただしすべてが現行機種で使われているわけではなく、複数の機構が併用されることもある。アンチトルク機構が最初に装備されたのは1966年にCRRELがキャンプ・センチュリーで使用したドリルである。このドリルにはモーター作動時にサンドから展開するヒンジ式ブレード (hinged friction blade) が搭載されたが、孔壁に対する摩擦力が非常に弱く、効果は乏しかった。そのためケーブルにねじれが生じないよう慎重な操作が必要となった。以降のドリルではこの方式は採用されていない。
CRRELドリルの次シーズンの運用では代わりにリーフスプリング（図）が装備され、耐久性の高さが実証された。縦方向に取り付けられたスプリングは外側に湾曲しており、容易に圧縮される。そのためドリルの上下動にともなって孔壁をなめらかに滑ることができ、掘削孔の形状に不規則な箇所があっても乗り越えられるが、スプリング縁が孔壁に食い込むことで回転は防がれる。リーフスプリングは機構として非常に単純であり、両端の間隔を変えるだけで容易に調整できる。ドリルの非回転部であれば設置個所を選ばないため、サンドの長さを増やす必要もない。スプリング形状としては、孔壁への荷重分布が最も均一になることが明らかになっている4次放物線が一般的である。リーフスプリングは非常に効果的であり、重量級ドリルの最大出力時にも回転を防ぐことができる。
スケート式アンチトルク機構では、鉛直な棒に取り付けられたブレード（スケート）がドリル本体から外側に向けて突き出され、孔壁に食い込んで反トルクを生み出す。スケートにばねを組み込むことで、孔壁が不規則でもブレードの接触を保つと同時に、孔径が狭い部分でも運用を妨げない構造となる。スケートはアンチトルク機構として広く採用されており実績も高いが、フィルンに対してや、密度差がある層境界に対しては回転抑制効果が低下する傾向がある。また高トルクでの掘削にも課題がある。把持が外れるとスケートがリーマーのように孔壁を削ってしまい、切削片がドリルビットに落下して掘削を妨げる恐れがある。

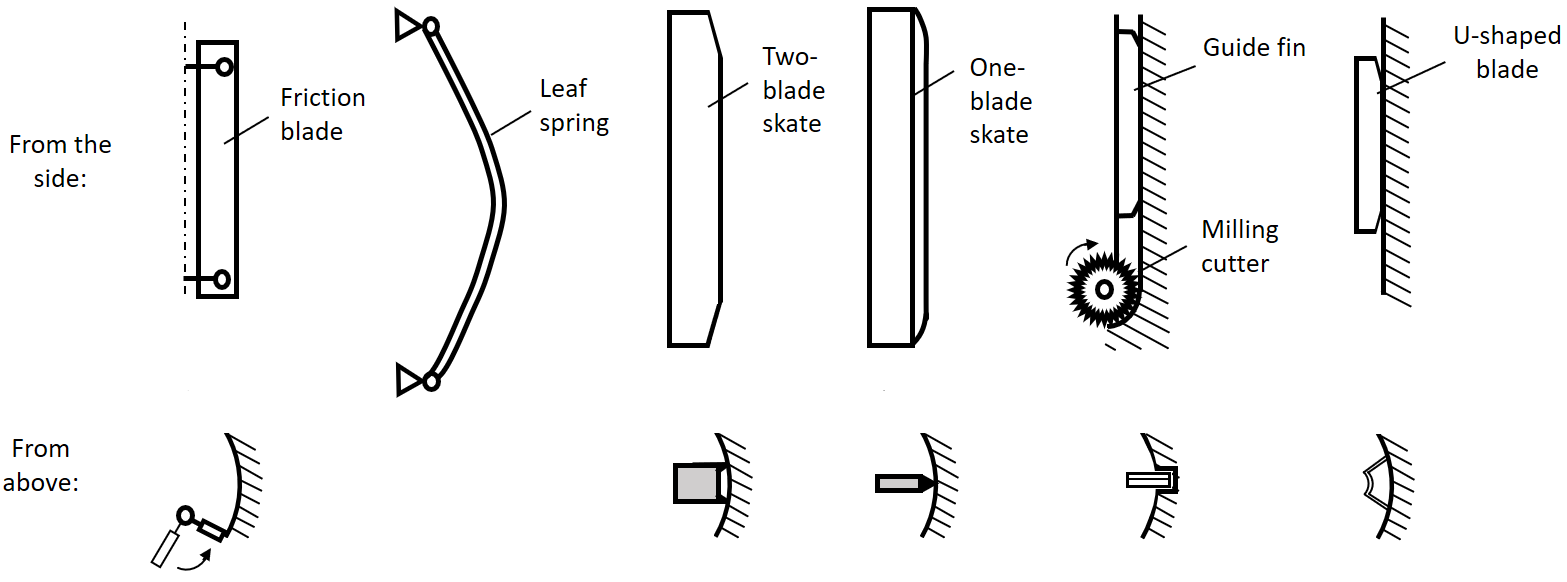
5種類のアンチトルク装置。左から(1) ヒンジ付きブレード、(2) リーフスプリング、(3a) スケート（複エッジ）、(3b) スケート（単エッジ）、(4) サイドカッター、(5) U字型ブレード。

1970年代には、日本の南極地域観測隊がサイドカッターを用いたドリルをいくつか設計した。サイドカッターは水平な回転軸を持つ歯付きのギアで、45度のねじ歯車によって主ドリルモーターから回転を伝達される。4つのサイドカッターは掘削孔の壁に垂直に溝を切っていき、サンド上部に取り付けられたガイドフィンが溝を通ることで反トルクを生み出す。この設計はサンドの回転防止には効果的であったが、ドリルを引き上げてから再挿入する際にガイドフィンの再アライメントを行うのが不可能に近い欠点があった。アライメントができなければドリルが孔内でスタックする可能性が高くなる。またカッターの切削片がドリルと孔壁の間に詰まることもスタックの原因となる。この方式は1980年代から1990年代にかけて中国が開発したドリルでも採用されたが、設計に内在する問題点は克服不能と判断されて現在では使用されていない。
最も新しい設計のアンチトルク機構では、鋼鉄製のU字型ブレードがサンド側面に縦に取り付けられる。初期の実装ではブレードが薄すぎて曲がりやすかったり、厚すぎてサンドの上下移動への抵抗が大きかったりといった問題もあったが、最終的にフィルンと氷のいずれに対しても強いトルク抵抗を発生させられるようになった。
異なる方式のアンチトルク機構は雪や氷の種類ごとに性能が異なるため、複数の方式を併用してドリル設計を行うことがある。たとえば、硬いフィルンや氷に対して用いるスケート式と、柔らかいフィルンで効果的なリーフスプリング式を組み合わせるなどである。

### コアの破断と把持

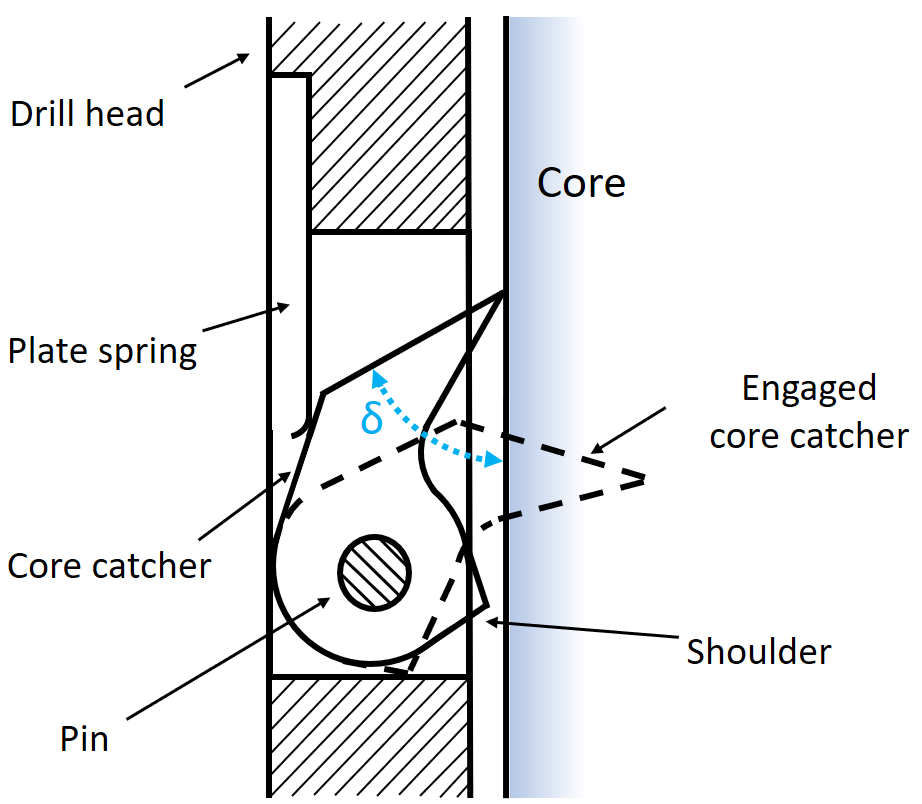
未作動時（実線）および作動時（破線）のコアキャッチャー位置。

氷のコアリングでは、採取すべきコアを取り巻く環状の領域が除去されてもなお、下端を氷床から切り離さなければ回収を行えない。そのための手段の一つがコレットである。コレットは切削ヘッド内部に取り付けられたテーパー付きのリングで、ドリルを引き上げるとコレットがコアを圧縮して把持する。内部に挟まった氷の細片がこの圧縮を助ける。これによりコアが破断され、コアバレル内に保持される。コレットはフィルンに対しては有効だが氷層には効果が低いため、氷コアの回収にはコアキャッチャーを用いることが多い。
氷用ドリルの典型的なコアキャッチャー（図）はドリルヘッドに組み込まれたくの字形の金具であり、回転軸がつけられた上で、バネの力で軽くコアに押し付けられている。ドリルが引き上げられると、その動きによってコアキャッチャーの鋭利な先端がコアに食い込んでいって破断する。一部のコアキャッチャーには食い込み過ぎを防ぐためのショルダーが設けられている。ドリルヘッドに取り付けられるコアキャッチャーは通常3つだが、2つの場合も非対称な剪断力によってコアを効率的に破断できる。コアキャッチャー先端とコアの間の角度（図の δ ）は最適な値が研究されており、1984年の研究では55°が、より後年の研究では80°に近い角度が望ましいとされた。コアキャッチャーの材質は焼入れ鋼で、可能な限り鋭利に作る必要がある。コアの破断に要する力は温度や深度によって変化する。温暖な氷ではコアキャッチャーがコアを破断することなく縦方向に溝を刻んでしまうことがある。ドリルによっては、破断を補助するために打撃を加えるハンマーとしてはたらく錘を備えたものもある。
採取するコアが雪やフィルンのようにコアバレルの底から落下するおそれがある脆い素材だった場合はバスケットキャッチャー (basket catcher) が適している。コアバレル底部に放射状上向きに配置された多数のスプリングワイヤーもしくは薄い金属板からなる機構で、ドリルがコア周囲を掘削しながら下降している間はコアに突き刺さることはない。ドリルを引き上げると、それぞれのキャッチャーの先端がコアに突き刺さって下端を破断し、そのままバスケット状に組み合わされて地表までコアを保持する。

### ケーシング
掘削孔を周囲の透水性の高い雪やフィルン層から隔離する必要がある場合、孔にチューブを挿入して内壁を保護するケーシングが行われる。ケーシングを施さずとも、ホースを孔内に下ろして深部のみで掘削液を用いることは可能だが、掘削液の消費量が増加し、漏出による環境汚染のリスクも高まる。1970年代には鋼鉄製のケーシングが使用されたが、ケーシングの錆によるドリルの損傷や、密封性がないために掘削液が漏出するといった問題が生じた。また、ケーシング管が孔内で偏心していたためにドリルビットが降下中に損傷する事例もあった。現在ではガラス繊維強化プラスチックや高密度ポリエチレン (HDPE) 製のケーシングがより一般的になっている。接合部はPTFEテープでシールされるが、漏出は完全には防げない。HDPEケーシングでは熱融着接合が解決策となる可能性がある。ケーシングの下端を封止するには、ケーシング設置後に孔底に水を注入したり、サーマルヘッドを用いてケーシングシュー付近の氷を解かしたりした後に、水を自然に再凍結させる方法がある。また、チューブ挿入とは別のアプローチとして、ホットポイント式のドリルを用いて雪やフィルン層の隙間を融解水で飽和させ、その凍結によって掘削孔を封止する方法もある。
低温用PVCチューブは下端を密封することができないため恒久的なケーシングには適さないが、透水層より下部まで掘削液を送るパイプとしては利用可能である。その利点は、継ぎ目が不要で、リールから展開できる点にある。